# Lockheed Martin F-35 Lightning II
Pour les articles homonymes, voir Lightning et F35.
« Joint Strike Fighter » redirige ici. Pour les autres significations, voir Joint Strike Fighter (jeu vidéo).
Le F-35 Lightning II (également connu sous le nom générique de F-35 Joint strike fighter ou F-35 JSF) est un avion militaire monoplace, monomoteur, furtif, de cinquième génération, multirôle, conçu pour l'attaque au sol et les missions de supériorité aérienne. Il est développé depuis 1996 par le constructeur Lockheed Martin, avec comme principaux partenaires Northrop Grumman et BAE Systems sur une définition du Pentagone.
Le F-35 possède trois variantes principales : le F-35A (CTOL) à décollage et atterrissage conventionnel, le F-35B (STOVL) à décollage et atterrissage courts et à atterrissage vertical, et le F-35C (CATOBAR) à décollage assisté par catapulte et récupération freinée par brins d'arrêt. Le F-35 descend du Lockheed Martin X-35, le démonstrateur qui a remporté le programme Joint Strike Fighter (JSF) face au Boeing X-32 concurrent. Le nom officiel, Lightning II, s'est révélé très impopulaire (l'avion est vulnérable à la foudre) et les pilotes de l'USAF l'ont surnommé Panther.
Lancé dans le cadre du programme Joint strike fighter établi entre 1993 et 1994 avec l'idée d'équiper du même appareil les trois composantes aériennes des forces armées américaines (US Air Force, US Navy et US Marine Corps), le F-35 est le produit du financement et de la réalisation par une dizaine de pays de l'OTAN. Cet avion devrait être produit à plus de 2 000 exemplaires et distribué principalement aux États-Unis, au Canada et au Royaume-Uni.
Le F-35, est aujourd’hui exploité par 14 États membres de l’OTAN, est au cœur de cette stratégie, offrant une interopérabilité et une force de dissuasion inégalées.
Le programme de développement, qui ne prévoyait pas de séries de prototypes, a accumulé un important retard (de 7 ans en 2014) par rapport au calendrier initial et un dépassement de budget estimé à 74 % au mois de juillet 2016. En 2018, onze ans après le vol en 2007 du premier exemplaire de série, 300 appareils ont été livrés. Cependant aucun n'est vraiment opérationnel, les tests opérationnels des F-35 commencent en octobre 2018 et ne devaient pas se finir avant fin 2019. Sur les 500 avions livrés le 4 mars 2020, 354 sont des F-35A, 108 sont des F-35B avec une capacité de décollage court-atterrissage vertical (STOVL) et 38 sont des F-35C destinés à l'US Navy.
Les États-Unis prévoient d'acheter 2 663 F-35, qui fourniront la majeure partie de la puissance aérienne tactique avec équipage de l'US Air Force, de la Navy et de l'US Marine Corps dans les décennies à venir. Les livraisons de F-35 pour l'armée américaine sont prévues jusqu'en 2037 avec une durée de vie prévue jusqu'en 2070.
Le projet d'avion multirôle du Pentagone n'est pas seulement controversé sur le plan national aux États-Unis, mais également dans un certain nombre de pays partenaires, dont les gouvernements ont été accusés par leurs oppositions d'avoir pris la décision de se lancer dans un programme d'investissement et d'achat sur la base de données lacunaires. C'est notamment le cas du Canada, dont l'exécutif est également accusé d'avoir sciemment occulté les coûts réels pour le pays. Le Parti conservateur du Canada de Stephen Harper est à l'origine de cette controverse. En avril 2014, les fonds canadiens du F-35 ont été gelés, et la possibilité d'avoir recours à un programme concurrent n'était plus écartée.
Le coût total du programme dépasse en 2024 les 2 000 milliards de dollars et est critiqué en raison des nombreuses défaillances de l'appareil. Quelque 650 F-35 sont en service en 2024, mais le Pentagone vise les 2 500 engins en vol au mitan de la décennie 2040.

## Conception

### Le programme Joint Advanced Strike Technology (JAST) puis Joint Strike Fighter (JSF)

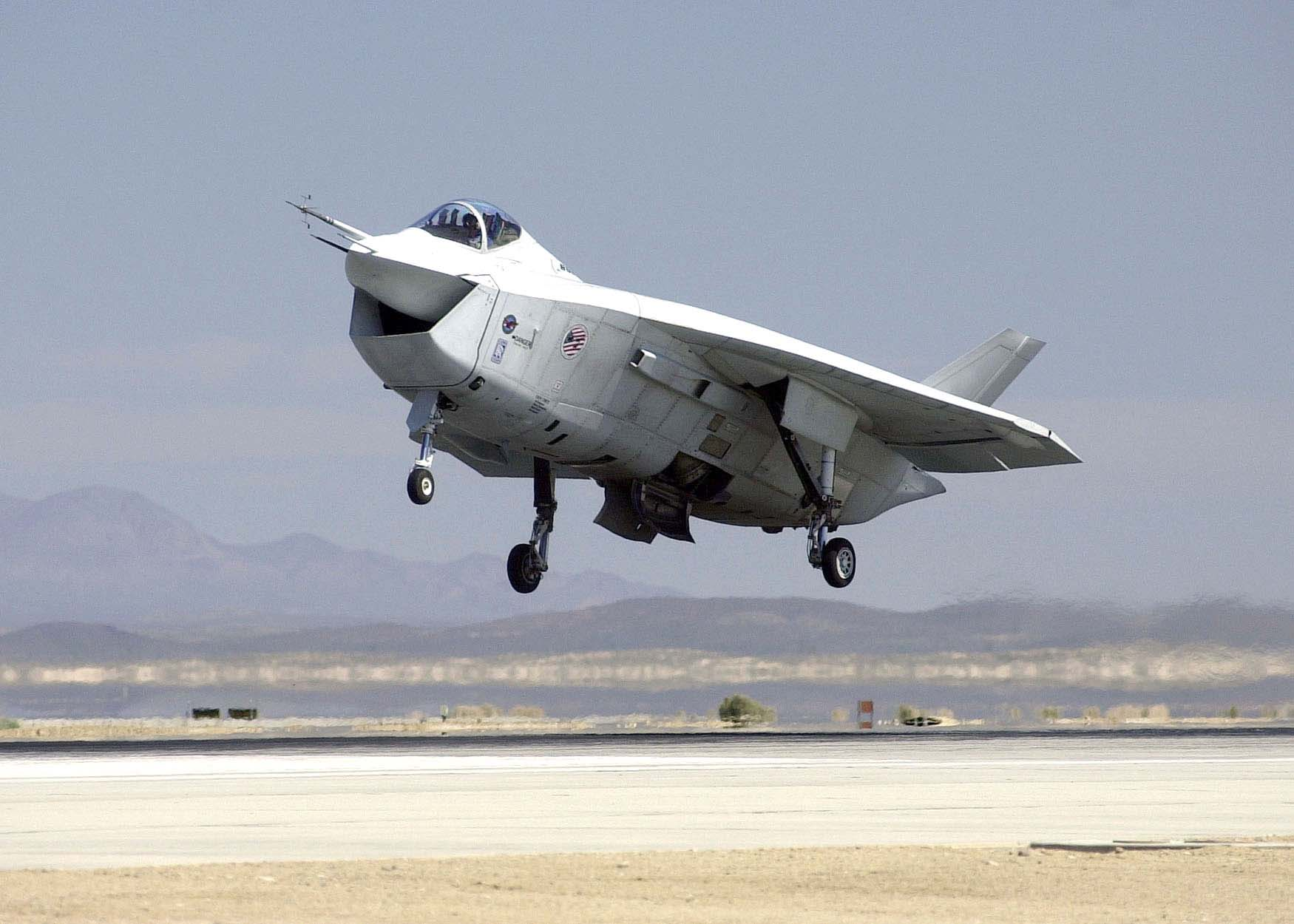
Le Boeing X-32, concurrent éliminé du F-35.

Au début des années 1990, l'US Navy lance un programme A/F-X pour remplacer ses A-6 Intruder, l'US Air Force commence à réfléchir à un successeur du F-16, tandis que l'US Marine Corps recherche un avion de type aéronef à décollage et atterrissage vertical (ADAV) plus performant que ses AV-8 Harrier II. Sous la pression du Pentagone, et afin de réduire les coûts de développement, ces trois besoins sont regroupés dans un programme unique baptisé Joint Advanced Strike Technology (JAST).
Le JAST program office est établi le 27 janvier 1994 et 24 contrats d'études préliminaires, avec le financement associé, signés en décembre de la même année. Il est alors prévu de développer une cellule de base monoplace monoréacteur déclinée en trois variantes : une première basée au sol, une seconde embarquée à bord de porte-avions, et une troisième à décollage court et atterrissage vertical (STOVL, sigle en anglais : Short Take-Off And Vertical Landing). À la fin de l'année 1995, le programme est renommé JSF (sigle en anglais : Joint strike fighter, en français : « chasseur bombardier développé conjointement ») et un accord de coopération est signé avec le Royaume-Uni, qui avait les mêmes besoins que l'USMC et une grande expérience dans le domaine des ADAV, grâce à ses Harrier.
Le cahier des charges final est rédigé en mars 1996 et, en novembre de la même année, des contrats sont passés avec deux équipes industrielles dirigées respectivement par Boeing et Lockheed Martin pour couvrir la phase de démonstration (en anglais : Concept Demonstration Phase). À ce titre, chacun des deux consortiums doit construire deux démonstrateurs : celui de Boeing est désigné X-32 et celui de Lockheed Martin, X-35.

### L'avion expérimental X-35

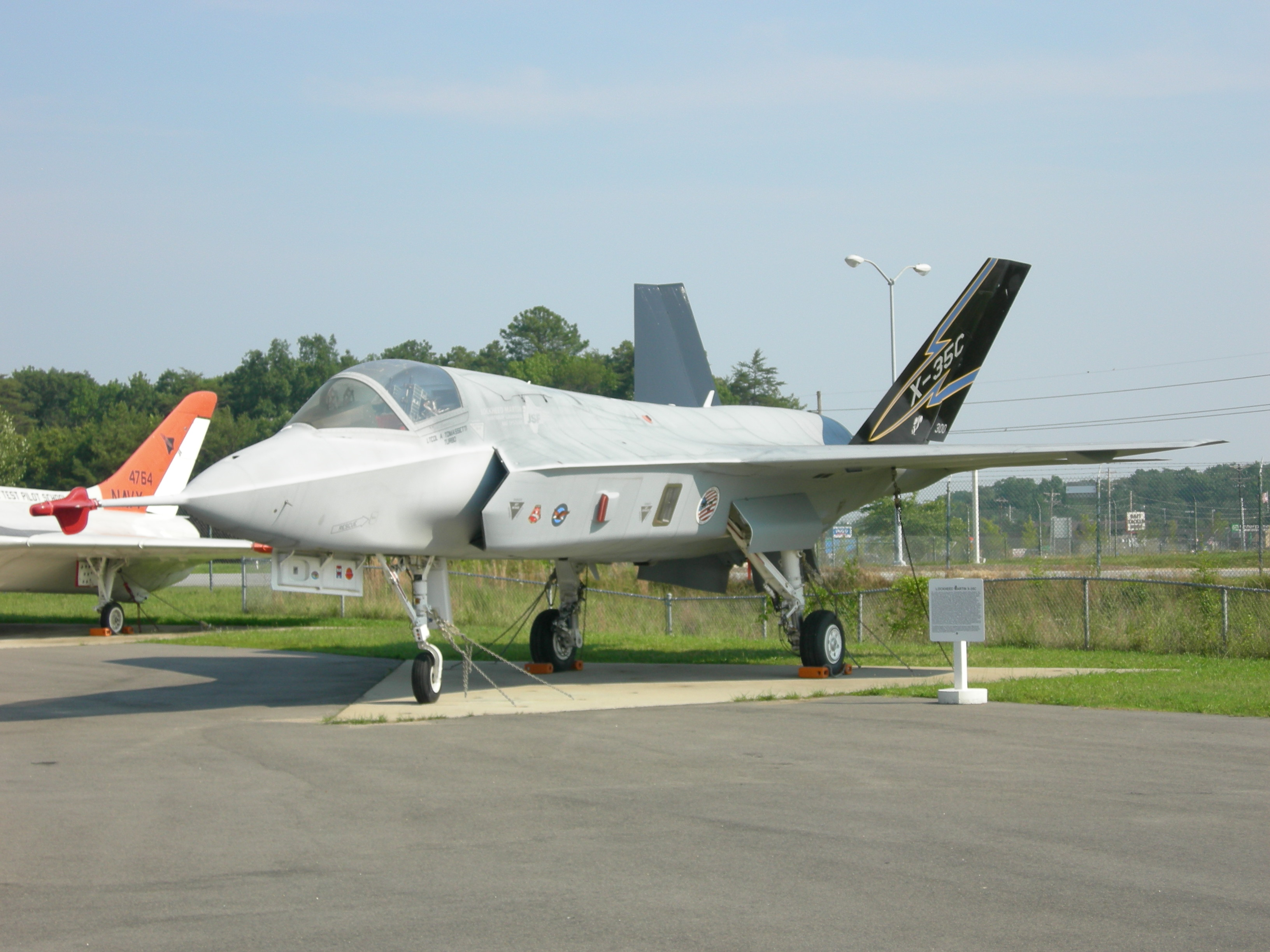
Le X-35C désormais au musée de l'US Navy.

Le démonstrateur X-35A fait son vol inaugural le 24 octobre 2000 et réalise 27 vols d'essais en un mois, comprenant notamment un ravitaillement en vol et un vol à vitesse supersonique. Pendant que ce démonstrateur est renvoyé en usine, pour être transformé en X-35B (version STOVL), le démonstrateur X-35C de la version embarquée s'envole pour la première fois le 16 décembre 2000. Enfin, le 23 juin 2001, le X-35B commence ses vols d'essais en effectuant son premier atterrissage vertical.
En octobre 2001, le X-35 est préféré au Boeing X-32 pour développer le JSF. Les officiels du département de la Défense des États-Unis et le ministre britannique de la Défense William Bach ont en effet indiqué que le X-35 dépassait en tous points le X-32. Le choix serait dû à la supériorité de Lockheed Martin sur les avions furtifs (Lockheed étant déjà le développeur du célèbre F-22 Raptor).

### Le F-35LightningII
Le 7 juillet 2006, l'US Air Force nomme officiellement le F-35 « Lightning II », en l'honneur de l'avion américain de la Seconde Guerre mondiale Lockheed P-38 Lightning, mais également de l'intercepteur à réaction anglais English Electric Lightning. Les autres noms proposés étaient Kestrel (qui renvoie aux origines du Harrier), Phoenix, Piasa, Black Mamba, et Spitfire II (qui renvoie au Supermarine Spitfire).
Pas moins de 21 exemplaires de présérie sont construits (sept de chaque version), afin de mener à bien le processus d'essais et de validation avant les premières livraisons en 2010-2011. Désigné AA-1, le premier F-35 de présérie effectue son vol inaugural le 15 décembre 2006. Il s'agit encore d'un prototype, qui n'est pas tout à fait représentatif des avions définitifs. Sur les 21 avions de présérie, quatorze servent aux essais en vol et sept aux différents essais statiques de mesure de la résistance structurelle, du vieillissement, etc. Après avoir été stoppés pendant sept mois pour un problème d'alimentation électrique, les essais en vol reprennent le 7 décembre 2007.
Les discussions sur le nombre d'appareils sont toujours en cours, mais les estimations initiales, portant sur près de 3 000 F-35 rien que pour les États-Unis et le Royaume-Uni, ont été révisées à la baisse. Officiellement, ce nombre a été ramené à un peu plus de 2 500 exemplaires en 2006, mais il semble que l'USAF réfléchisse à réduire à nouveau sa commande de 500 unités, ce qui ferait descendre le total à environ 2 000 F-35.

### Variantes
Le JSF est un avion multirôle et chasseur, conçu pour théoriquement remplacer tout autant le F-16 Fighting Falcon, le F/A-18 Hornet, l'A-10 Thunderbolt II, et l'AV-8B Harrier II. Il doit aussi être un complément du F-22 Raptor de l'USAF et du F/A-18E/F Super Hornet de US Navy. Afin de répondre à ces différents besoins, trois versions différentes sont prévues, mais il n'y aura cependant aucune version biplace de l'appareil.

#### Le F-35A

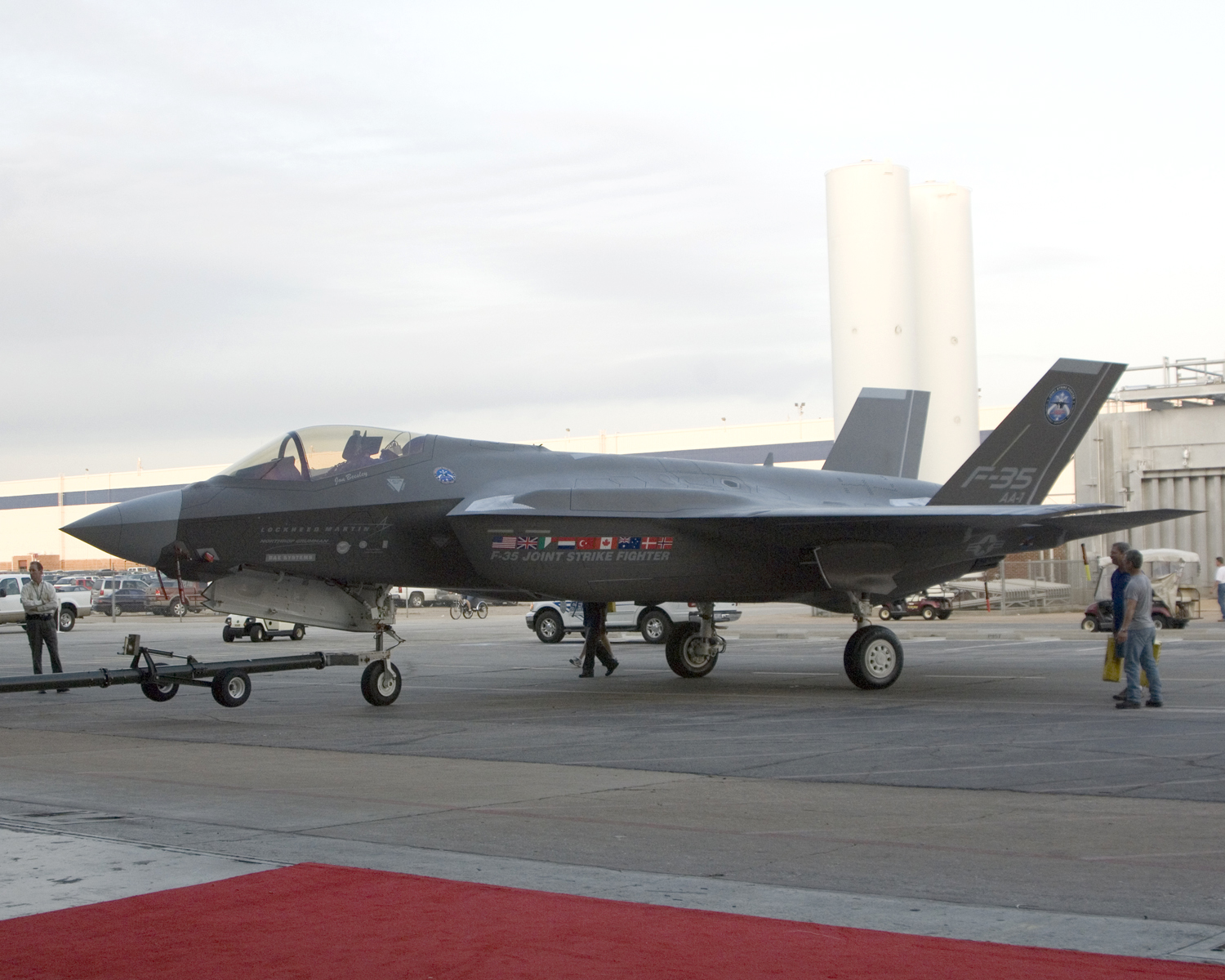
Le prototype du F-35A est tracté vers sa cérémonie d'inauguration, le 7 juillet 2006.

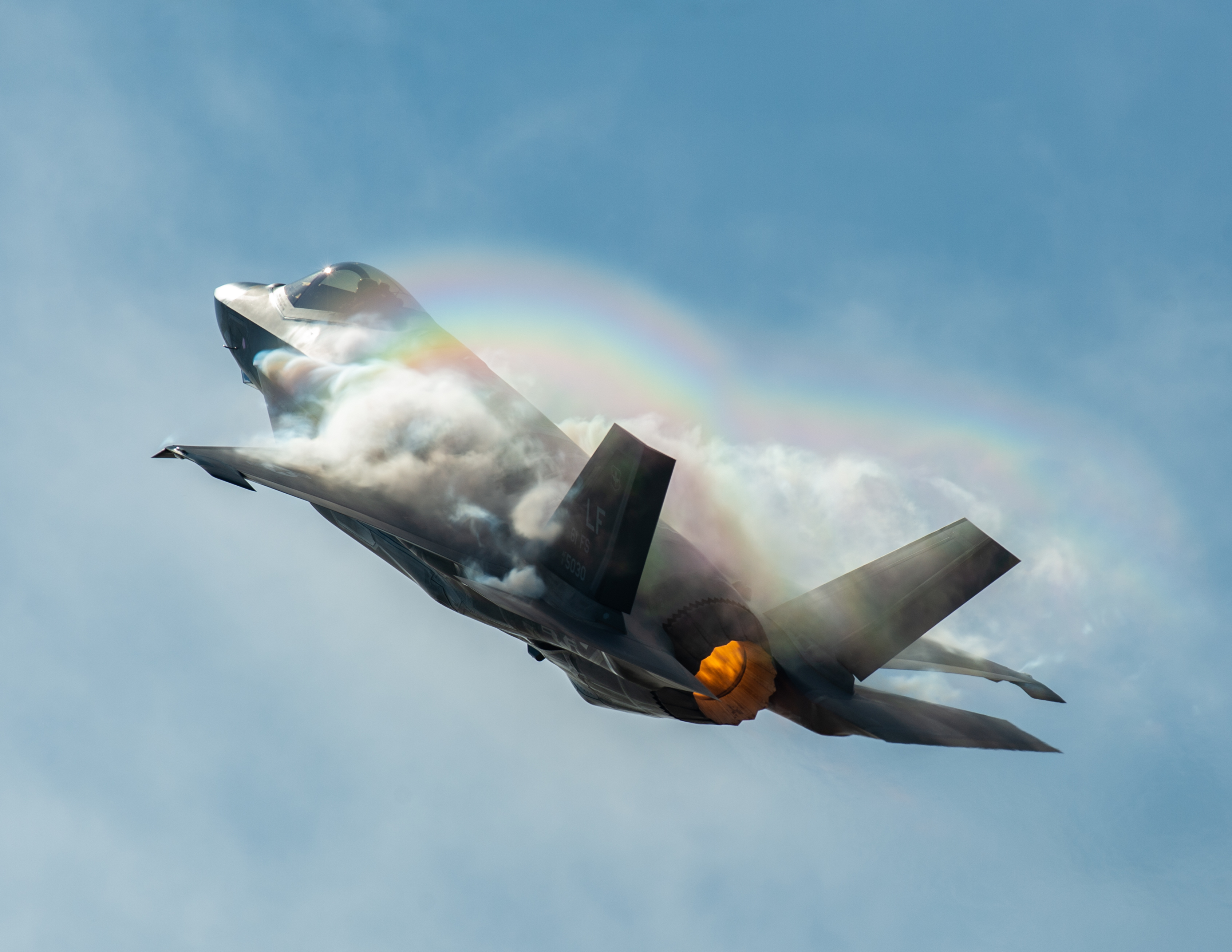
Montée verticale à bord d'un F-35A Lightning II dans un show vers Fort Worth, USA. Photo de l'USAF (2018).

Le F-35A est un avion polyvalent optimisé pour l'attaque au sol. Il intégrera dans un premier temps l'USAF, pour remplacer les F-16 et A-10 et pour épauler le F-22. Cette version a également été commandée par les Pays-Bas, l'Italie, l'Australie, la Norvège, la Corée du Sud, le Japon, la Turquie (depuis lors sortie du programme F-35), la Belgique, le Danemark, la Pologne, les Émirats arabes unis, la Suisse, l'Allemagne et la Finlande. Elle emporte jusqu'à 8,38 tonnes de carburant en interne.
Cependant, Michael Gilmore, directeur des tests opérationnels et des évaluations au Pentagone, lors d'une audition le 15 avril 2015 devant le Congrès, a comparé le F-35 au A-10 [réf. nécessaire] :
- temps de présence au-dessus du champ de bataille pour l'intervention armée : 30 minutes (il est de 90 minutes pour l'A-10) ;
- impossibilité d'intervention de nuit à cause de l'absence du système de visée nocturne prévu, qui n'est pas au point et dépend du nouvel ensemble électronique (l'A-10 dispose bien d'un système de visée nocturne) ;
- l'armement autorisé maximal consiste en deux bombes à courte portée de même modèle et deux missiles air-air à moyenne portée (des AIM-120 AMRAAM). On est bien loin des capacités de l'A-10, avec ses huit points d'emport sous les ailes pour toute une variété de bombes, de missiles air-sol et air-air, avec tous les mélanges possibles, et surtout son canon antichar GAU-8/A Avenger de 30 mm très dévastateur.

La députée Martha McSally, fraîchement élue (en 2014) à la Chambre dans le groupe des républicains, avait été militaire dans l'Air Force jusqu'en 2010 (au grade de colonel), étant alors l'une des premières femmes à avoir volé en combat aérien (en 1995), et la première femme à avoir commandé un escadron de l'USAF (en 2005). Toute cette carrière a été effectuée en volant à bord d'un A-10, dont elle est désormais une spécialiste. Elle assistait à la déposition de Gilmore et a fait ce commentaire, après la description des multiples qualités du F-35 : « Ce que vous venez de décrire me fait penser au prédécesseur de l'A-10, plutôt qu'à son successeur »[réf. nécessaire]. Elle déclare en 2016 que le A-10 a des caractéristiques uniques et ne devrait pas être remplacé par le F-35.
Le 23 juin 2014, en cours de décollage, un F-35A du 58th Fighter Squadron, 33rd Fighter Wing, basé à l'Eglin Air Force Base, en Floride, prend feu. Le pilote interrompt son décollage et quitte son appareil, qui sera très endommagé. Les présentations du F-35 au salon de Farnborough 2014 sont annulées. Un rapport de l'US Air Force indique que c'est une défaillance du troisième étage du rotor de compresseur qui est à l'origine de l'accident, dont des morceaux ont percé le carter moteur, la baie moteur, un réservoir interne et des conduites de kérosène, avant de passer au travers du fuselage, côté extrados. Les dommages sont évalués à 50 millions de dollars. L'appareil, inutilisable, sera cannibalisé au profit des autres F-35.

#### Le F-35B

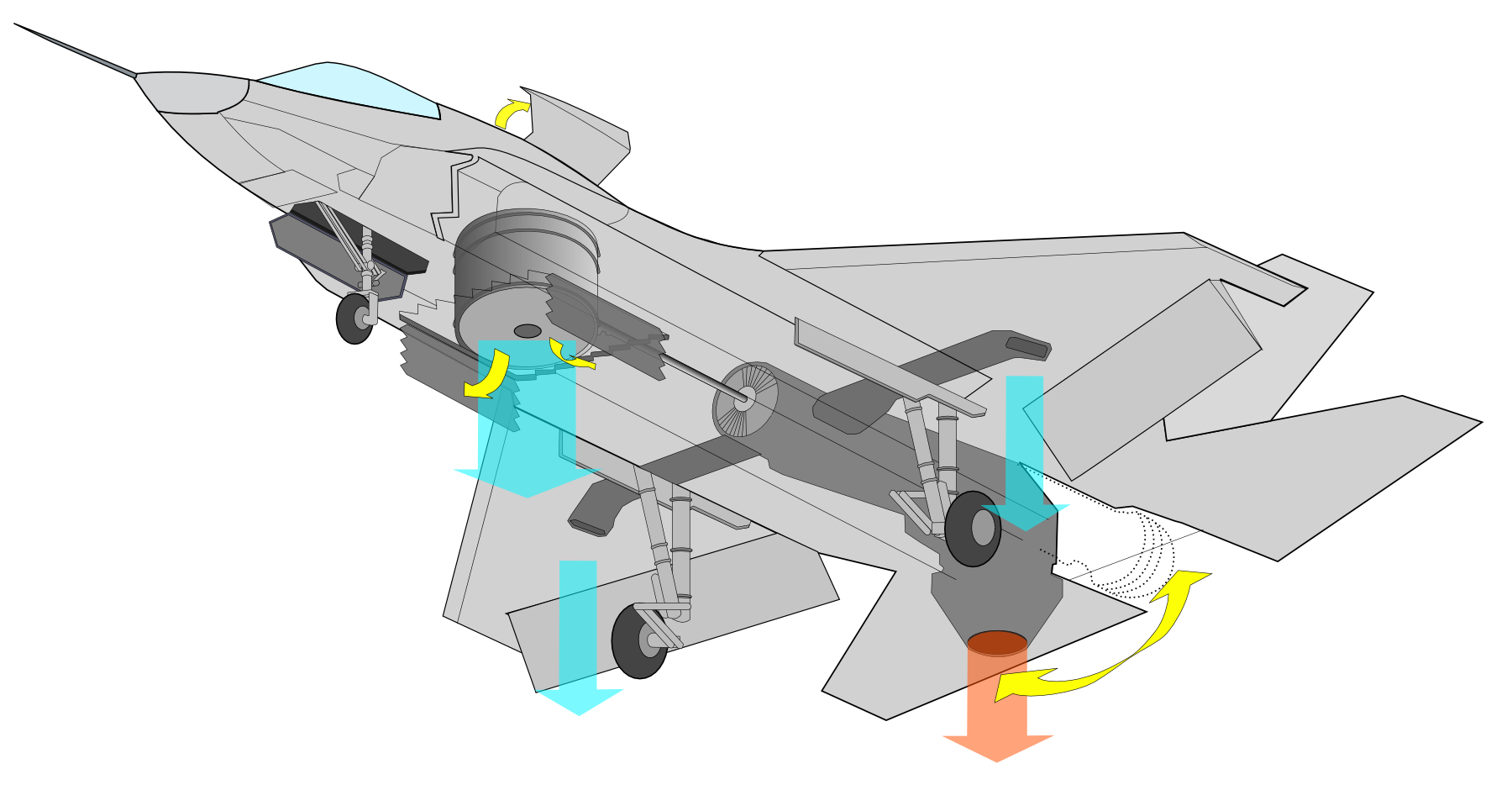
La vectorisation et les différentes buses du système de sustentation du F-35B.

Le F-35B est une variante STOVL (sigle en anglais : Short TakeOff/Vertical Landing, en français : « décollage court et atterrissage vertical ») ; cette version possède une soufflante de type Rolls-Royce LiftSystem intégrée verticalement dans le fuselage, à l'arrière du cockpit (utilisée uniquement pour le décollage ou l'atterrissage), ainsi qu'une tuyère principale orientable vers le bas. La soufflante est reliée à la turbine basse pression du réacteur principal. La capacité interne en carburant est réduite à 6,35 tonnes (- 24,22 % par rapport à la version F-35A).
Cette variante du F-35 est celle qui sera livrée à l'US Marine Corps, et dont l'achat est envisagé par la Marina Militare. La Royal Air Force et la Fleet Air Arm britanniques, qui s'étaient engagées pour le F-35B en remplacement des différentes versions du AV-8B Harrier II en service actuellement, se tournent vers le F-35C fin 2010, peu de temps après les élections générales, qui voient les conservateurs succéder aux travaillistes. Toutefois, en mai 2012, Philip Hammond, le ministre britannique de la Défense, choisit finalement le F-35B pour équiper le futur porte-avions Queen Elizabeth, en dépit du choix annoncé en 2010 et qui consistait à préférer le F-35C en accord du principe d'interopérabilité franco-britannique et américaine.
À la suite des premiers essais, Lockheed a annoncé que le F-35B ne décollerait verticalement qu'en configuration « lisse » (sans arme ou réservoir auxiliaire) et avec un minimum de carburant sur de courts déplacements, afin de se repositionner à un emplacement où il pourra décoller de manière plus conventionnelle (en anglais : Short TakeOff). Lors des missions nécessitant des munitions ou du carburant pour obtenir une capacité opérationnelle, le F-35B devra être utilisé comme un avion STOL (en anglais : Short TakeOff/ Landing) avec le tremplin du bâtiment porteur.
Les douze jours d'essais d'évaluation effectués sur l'USS Wasp (LHD-1), en 2015, ont mis en évidence d'énormes problèmes de fiabilité, avec seulement deux à trois appareils disponibles sur les six embarqués. La déclaration de capacité opérationnelle, établie en 2001, aurait dû intervenir en avril 2010 et n'est toujours pas prononcée fin juillet 2015. Le logiciel doit être modifié pour permettre à l'appareil d'emporter une caméra avec flux en diffusion continu, la capacité vision de nuit et surtout plus d'armement, en particulier un canon. Le problème de résistance thermique des ponts d'envol sur les navires amphibies, également posé par le V-22 Osprey, a été résolu par l'usage de Thermion, une peinture appliquée au pistolet et à base de céramique et de poudre d'aluminium.
Entre octobre et novembre 2016, l'USS America (LHA-6) accueille sept F-35B pour trois semaines de tests en conditions réelles. La mise en service du F-35B est prévue courant 2017 pour un premier déploiement à bord de l'USS Wasp (LHD-1).
En décembre 2018, lors d'une de ses premières missions, un F-35B s'est écrasé en Caroline du Sud, déclenchant la critique sur sa fiabilité et son coût de la part des médias.
En 2019 le département de la Défense s'inquiète de la faible longévité des F-35B destinés aux porte-aéronefs de l'US Marine Corps qui n'est que de 2 100 heures de vol au lieu des 8 000 heures prévues. Les premiers F-35B pourraient atteindre leur limite de durée de vol dès 2026,.

#### Le F-35C

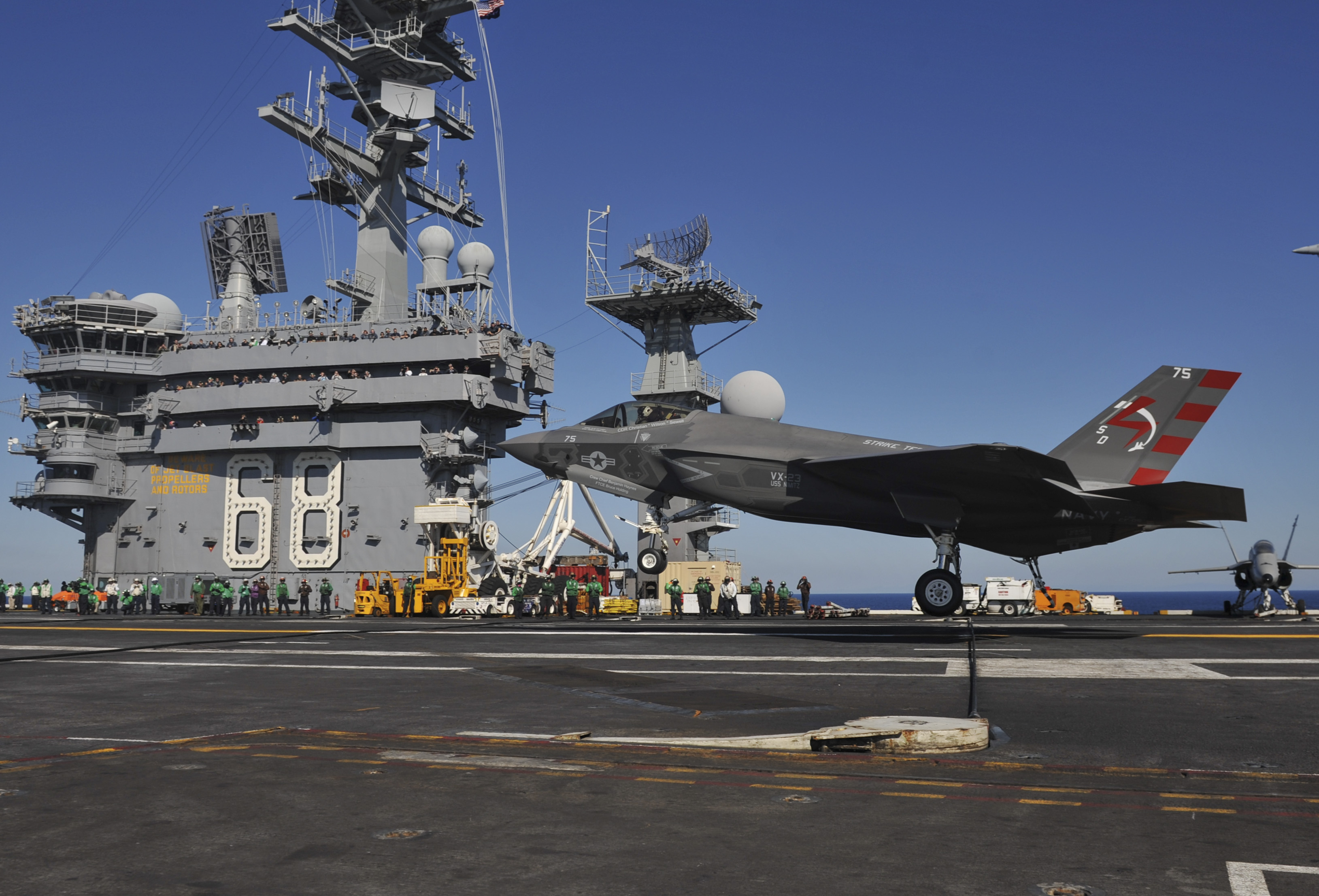
Un F-35C à l'appontage sur le pont du porte-avions Nimitz (CVN-68) en novembre 2014.

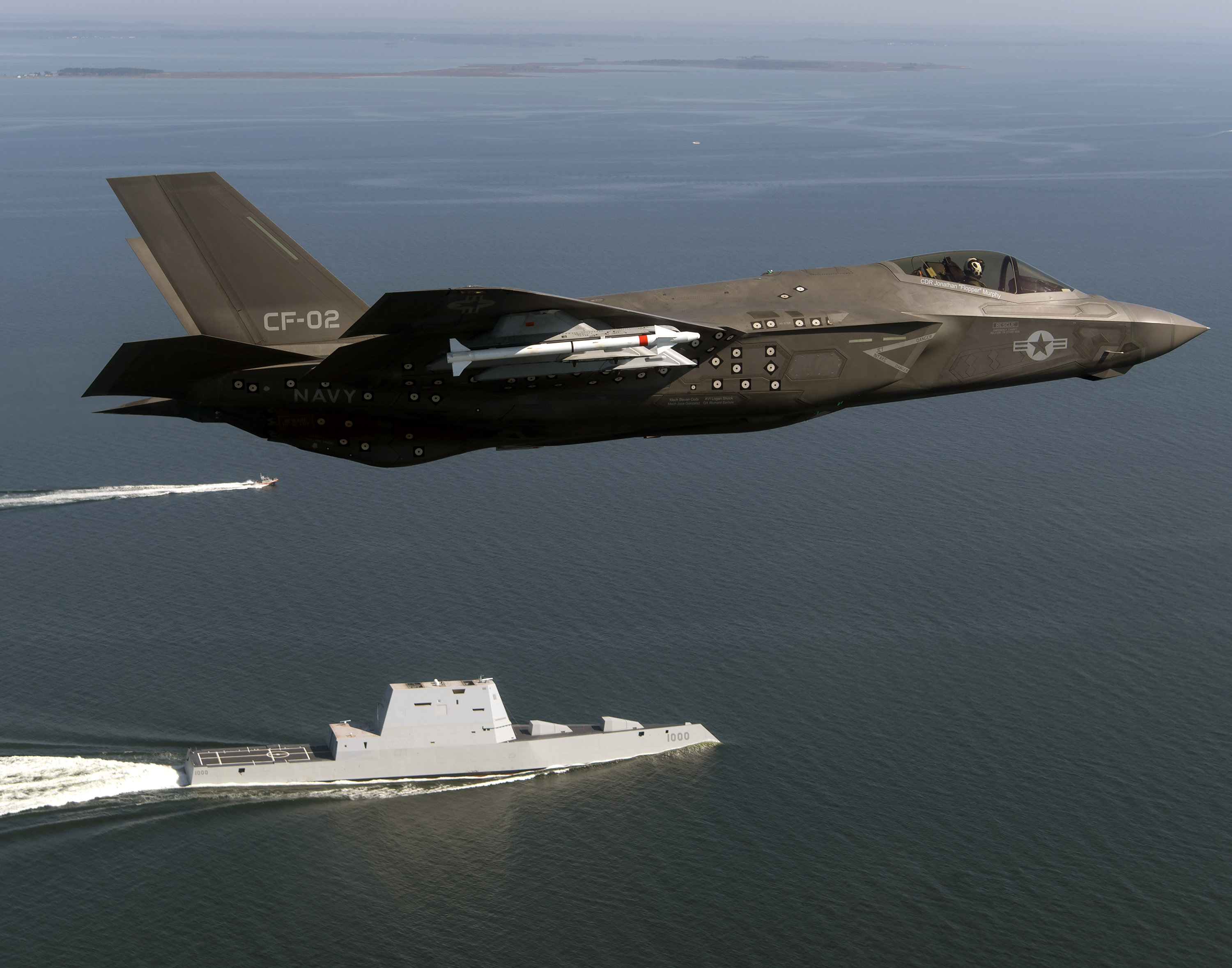
Un F-35 de l'US Navy passe au-dessus de l'USS Zumwalt (DDG-1000).

Le F-35C est une version utilisant le catapultage et l'appontage horizontal (acronyme CATOBAR en anglais), embarquée sur porte-avions destinée à l'US Navy. Cette version a une envergure supérieure aux F-35A et F-35B (ce qui lui permet de faire passer la capacité en carburant interne à 9,11 tonnes, + 8,7 % par rapport au F-35A), une structure renforcée pour supporter les contraintes de l'appontage et du catapultage, et des extrémités de voilure repliables. En octobre 2010, la Royal Navy, face au retard et à l'augmentation du coût de la version F-35B, décide de rééquiper son futur porte-avions d'une catapulte et modifier sa commande pour des F-35C : la marine revient finalement à son choix initial du F-35B au printemps 2012.
La distance entre le train d’atterrissage principal et la crosse d'appontage est, début 2012, de 2,16 m (7,1 pieds), bien plus courte que sur les autres avions embarqués en service, ce qui n'est pas sans poser de problèmes à l'appontage, car les ressorts qui sont censés relever les brins d'arrêt après le passage des roues de l'avion n'ont pas le temps de ramener les câbles à la bonne hauteur pour que le crochet de la crosse d'appontage puisse les attraper. En août 2011, à la suite de l'échec de la campagne de tests simulant des appontages au NAS de Lakehurst, et après huit tentatives infructueuses pour accrocher le brin d'arrêt, il a été décidé de réétudier la crosse d'appontage du F-35C. Dans un audit du F-35 recensant les nombreux défauts de l'avion, effectué par le ministère américain de la défense et remis le 29 novembre 2011, il est déclaré « La décision a été prise de modifier l'emplacement de la crosse. Cependant, si ce changement n'est pas réussi, il y a un risque de devoir modifier profondément la structure de l'appareil. Il pourrait aussi y avoir des conséquences sur la signature [radar] globale ». Finalement, il aura fallu attendre trois ans pour qu'une campagne d’essais sur un porte-avions soit planifiée. Elle sera réalisée sur l'USS Nimitz à partir du 3 novembre 2014, au large de San Diego, et c’est à cette occasion que, pour la première fois, un F-35C piloté par le commander Tony Wilson (l'avion CF-03), réussira son premier appontage en accrochant le troisième brin du pont du navire. Pendant ces trois années d'attente, le doute avait commencé à s'installer chez certains responsables de l'US Navy, pour qui il semblait de plus en plus préférable de miser sur une valeur sûre et moins onéreuse, comme envisager une énième évolution du F-18 Super Hornet de Boeing.

#### Le F-35I
Le F-35I (renommé localement Adir en anglais et אדיר en hébreu) est un F-35A auquel l'industrie israélienne a apporté des adjonctions sur spécifications de l'armée de l'air israélienne. Un officier haut placé de la force aérienne israélienne a indiqué que « l'avion serait désigné F-35I, car il sera doté de systèmes israéliens inédits ». En dépit d'un refus initial d'autoriser de telles modifications, les États-Unis ont fini par accepter de laisser les Israéliens installer leurs systèmes électroniques dans l'avion, comme les capteurs et les systèmes de contremesures électroniques. L'ordinateur de bord principal de l'avion va être doté d'une capacité brancher et utiliser afin de permettre l'ajout de systèmes électroniques israéliens sur l'avion. Les systèmes proposés concernent une nacelle de brouillage externe et de nouveaux missiles et bombes en soute interne,. Les pilotes israéliens doivent commencer leur entraînement au F-35 en décembre 2016 à la base américaine d'Eglin AFB (Floride), le premier escadron devant être déclaré opérationnel environ un an après.
Israel Aerospace Industries (IAI) a examiné la possibilité de jouer un rôle dans le développement d'une version biplace du F-35, affirmant qu'il y avait une demande pour ce type d'avion, non seulement d'Israël mais également pour d'autres forces aériennes. L'entreprise prévoit également de concevoir des réservoirs conformes. Un officiel haut-placé de la force aérienne israélienne a estimé que les éléments participant à donner sa furtivité au F-35 seraient dépassés d'ici 5 à 10 ans, alors que l'avion est censé être en service pour 30 ou 40 ans, ce qui explique pourquoi les Israéliens ont tant insisté afin de pouvoir installer leurs propres systèmes électroniques. Israël envisage d'acheter jusqu'à 75 avions.
Le 27 août 2017, le ministère israélien de la Défense a annoncé avoir passé une commande pour 17 chasseurs supplémentaires. Ce qui porte actuellement à 50 unités commandées par Israël, permettant à terme de constituer deux escadrons de F-35I.

#### Le CF-35
Le CF-35 (en anglais : Canadian F-35) est une version proposée du F-35A modifiée par l'addition d'un parachute de queue, et qui inclurait la perche de ravitaillement en vol des versions F-35B et F-35C. En 2012, il a été dévoilé que le CF-35 emploierait le même système de ravitaillement que le F-35A. Une autre solution aurait été de choisir le F-35C pour sa perche de ravitaillement et sa vitesse d'atterrissage plus faible, mais le bureau des finances du parlement a déclaré les performances et la charge utile trop faible du F-35C comme étant un prix trop cher à payer. À la suite des élections fédérales de 2015, le Parti libéral du Canada, dont la campagne comportait une plaidoirie pour l'annulation des commandes du F-35, a remporté la majorité à la chambre des communes. Il a ensuite annoncé qu'il lancerait une nouvelle compétition pour un avion devant remplacer les CF-18 Hornet existants. Le gouvernement dirigé par le même Parti libéral du Canada annonce qu'il négociera l'achat de 88 F-35 lors d'une volte-face en mars 2022.

#### Le F-35D
Une étude serait menée afin de prévoir une mise à jour de la version F-35A vers l'horizon 2035,.

## Capacité opérationnelle
Dans un rapport publié en 2013, il est déclaré que les défauts dans le réservoir de carburant et le système hydraulique rendent le F-35 beaucoup plus vulnérable aux coups de foudre et d'autres sources d'incendie, y compris les tirs ennemis, que ce qui avait été révélé précédemment, en particulier à basse altitude. Le même rapport de 2010 a également noté une dégradation des performances des trois variantes ; les taux de virage soutenu ont été réduits à 4,6 g pour le F-35A, 4,5 g pour le F-35B, et 5,0 g pour le F-35C, ce qui correspond plus à la performance d'un appareil de troisième génération, McDonnell Douglas F-4 ou Northrop F-5 qu'à celle d'un appareil de quatrième ou cinquième génération. La performance d'accélération des trois variantes a également été abaissée, le F-35C demande 43 secondes de plus qu'un F-16 pour accélérer de Mach 0,8 à Mach 1,2 ; cela a été jugé par plusieurs pilotes de chasse comme un niveau de performance plus faible que ce qui était demandé à un appareil de quatrième génération. Le 30 août 2013, il a été signalé que le F-35B et les modèles F-35C nécessitent plusieurs manœuvres complexes pour atteindre leur vitesse maximale de Mach 1,6, consommant alors la quasi-totalité du carburant à bord,.
Selon une vidéo Youtube de 2014, une simulation informatique d'Air power Australia effectuée pour un ancien stratégiste du ministère de la Défense australien montre que face à des Soukhoi Flanker, quel que soit le scénario, une attaque conduite par 24 F-35 accompagnés de deux Boeing AWACS et deux Boeing ravitailleurs se termine par la destruction de 27 appareils sur 28, laissant un seul F-35 et aucun des Boeing accompagnateurs.
Le directeur d'Air power Australia, Peter Goon, a déclaré « Ce programme a toutes les caractéristiques du système de Ponzi. Quand le produit ne fonctionne pas, recrutez autant de clients que vous pouvez, assurez la promotion de ce dernier du mieux que vous le pourrez, amassez autant d'argent que possible tant que le marché ignore ses défaillances ». En réaction Andrew Davies, le directeur de l'institut de recherche de politique stratégique australien, a déclaré que le F-35 est toujours le meilleur choix pour la RAAF, ajoutant « Il y a un petit groupe d'opposants au F-35 qui se focalise sur tous les arguments possibles, spécifiquement les problèmes rencontrés, pour affirmer que ce programme est une erreur colossale. »
En juin 2015, la presse fait état d'un rapport d'un pilote d'essai qui met en cause la capacité opérationnelle de l'appareil. Il explique notamment, qu'opposé en combat simulé à un F-16 — qu'il doit remplacer — le F-35 s'est montré inférieur à ce dernier, malgré une configuration aérodynamique qui lui était en principe favorable,. Un an plus tard le Pentagone répond à ces critiques en expliquant que l'avion utilisé lors de ce test était dépourvu de plusieurs systèmes importants par rapport à l'avion de série (le revêtement furtif, certains capteurs et le logiciel qui aurait permis le tir sans pointer le nez de l'appareil sur la cible).
Les performances du F-35 sont en effet handicapées par la décision prise au départ d'incorporer la capacité de décollage vertical dans une de ses versions. La conjugaison de très nombreux problèmes techniques a retardé la mise en fonction de l'appareil, finalement officielle en août 2016.
Le 19 juillet 2017, lors d'un exercice, le F-35 montre des résultats opérationnels excellents et surprenants contre des F-15 et F-16, qui ne rassurent toutefois pas pleinement sur ses véritables capacités opérationnelles,.
En 2020, la marine américaine révèle que les F-35B et F-35C ne pourront voler longtemps à de hautes altitudes et à des vitesses supersoniques que sur de courtes périodes sous peine d’endommager le revêtement de la section de queue des appareils, entrainant une perte de la furtivité de l'appareil, et pourraient ne pas pouvoir conduire des interceptions d’autres appareils à des vitesses supersoniques,.

### Disponibilité
En 2018, le taux de disponibilité de l'ensemble de la flotte de F-35 de l'armée américaine est estimé autour de 50 %. De même, le 28 janvier 2018, un article de Bloomberg relate la déception du service de test du Pentagone, qui évalue la disponibilité du F-35 à « environ 50 %, une situation qui perdure depuis 2014 sans amélioration significative et en dépit de l'augmentation du nombre d'avions » (Robert Behler, Directeur des essais opérationnels au ministère de la Défense des États-Unis).
Fin 2019, le taux de disponibilité de la flotte de F-35 de l’armée américaine s'est nettement amélioré, atteignant 75 % pour la version A, 68 % pour la version B et plus de 75 % pour la version C.

## Partenariats industriels

### Trois niveaux de coopération différents

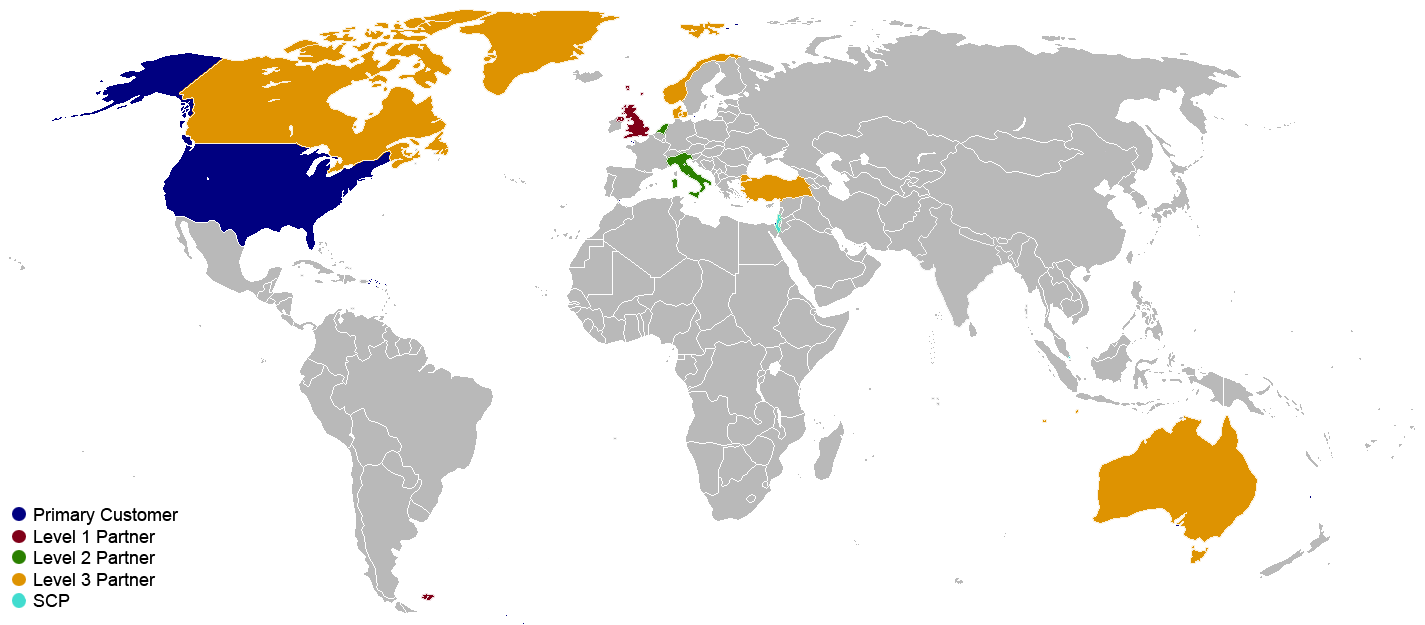
Carte des pays participant à la fabrication du F-35 selon les prévisions de 2008. En 2019, celle-ci a été profondément remaniée avec entre autres Mitsubishi au Japon assemblant des F-35A de 2017 à 2022 et l'exclusion de la Turquie par les États-Unis.

Plusieurs pays participent au programme du JSF, selon trois niveaux de coopération liés à la fois aux montants investis dans le développement, et aux transferts de technologie associés. Voici les prévisions en 2008 des dites participations — en 2018, elles ont grandement évolué — :
- Le Royaume-Uni (seul partenaire de premier niveau) : la société britannique BAE Systems est chargée de la conception et de la fabrication du fuselage arrière (y compris les dérives et ailerons) et d'une grande partie de l'électronique de bord. De son côté, Rolls-Royce fournit la soufflante du F-35B (le Rolls-Royce LiftSystem) et travaille avec General Electric sur le réacteur F136 ;
- L'Italie et les Pays-Bas (deuxième niveau) : l'Italie devrait être chargée de l'assemblage de tous les F-35 destinés à des pays européens, dans une nouvelle usine, et la firme Alenia Aeronautica fournira à terme la moitié des voilures destinées à l'ensemble de la production ;
- L'Australie, la Norvège, le Danemark et le Canada (troisième niveau) ;
- Israël et Singapour sont également associés au programme.

La Turquie était un partenaire de troisième niveau, jusqu'à la décision de Washington, signifiée au mois de juin 2019, de l'exclure du programme F-35,. La Turquie a acquis le système de défense aérienne russe S-400 Triumph, que les États-Unis jugent incompatible avec le F-35, craignant le transfert d'informations sensibles à la Russie (notamment le moyen de passer outre à la furtivité de l'avion américain). En conséquence, les États-Unis ont signifié à la Turquie son exclusion du programme au mois de juin 2019. Les éléments fabriqués en Turquie le seront désormais aux États-Unis et la Turquie ne recevra pas d'avion. Celle-ci a annoncé le lancement d'un programme d'avion furtif autochtone en remplacement du F-35, le TAI TFX,. Des négociations seraient en cours pour l'acquisition d'au moins 36 chasseurs russes Sukhoi Su-35, voire une éventuelle participation au programme Su-57,.
À la suite de la commande en 2011 du Japon de 42 exemplaires du F-35A, 38 unités sont assemblées jusqu'en 2022 à l'usine Mitsubishi Heavy Industries construite en 2013 sur le site de Nagoya Aerospace Systems Works à Komaki avec l'assistance technique de Lockheed Martin. Le premier F-35 assemblé au Japon a été dévoilé le 5 juin 2017 mais il est perdu en mer. En décembre 2018, le ministère japonais de la Défense avait porté sa demande à un total de 147 F-35 dont 105 F-35A à décollage conventionnel et 42 F-35B à décollage court et à atterrissage vertical, commande officialisée en juin 2019 afin de mieux répondre au renforcement de l'armée chinoise.
Les appareils de première série sont équipés d'un réacteur Pratt & Whitney F135, dérivé du Pratt & Whitney F119 du F-22 Raptor.
General Electric et Rolls-Royce qui travaillaient sur le réacteur General Electric/Rolls-Royce F136, qui aurait dû équiper certains lots ont annoncé l'abandon du programme le 2 décembre 2011,.
Aucun client, même ceux ayant financé le développement, n'a accès au code source des systèmes de l'avion. Cela comprend la génération du code permettant de déverrouiller l'avion ou d'intégrer le support de nouvelles armes ou menaces,.

### Des retours limités, selon un rapport européen officiel
Les règles établies par les États-Unis pour ce programme JSF visent à protéger de nombreuses technologies issues du programme F-22 (lui-même totalement interdit de toute exportation) et à éviter les dysfonctionnements rencontrés dans plusieurs programmes en coopération, dont celui de l'Eurofighter. Elles sont de ce fait complètement déséquilibrées en faveur des États-Unis. Les compensations industrielles et technologiques sont très limitées pour les pays partenaires de niveau 1, 2, ou 3.
Le rapport de l'Union de l'Europe occidentale sur le programme européen d’acquisition de technologie (ETAP), présenté au nom de la Commission technique et aérospatiale, par M. Edward O’Hara, rapporteur (Royaume-Uni, Groupe socialiste), et adopté à l'unanimité en juin 2005 précise :

« Le « rêve américain » s’étend aux alliés européens. Coopérer avec les États-Unis, c’est bénéficier d’avancées technologiques et industrielles significatives et pouvoir accéder au marché américain de la défense de l’intérieur, de préférence sous le pilotage d’un grand partenaire local, tel que Boeing, Lockheed Martin ou Northrop Grumman. La réalité est malheureusement beaucoup plus nuancée et les mésententes et déceptions sont nombreuses.
[...]
Du côté européen, ce qui est frappant dans ce programme c’est le haut niveau d’investissement consenti par deux des principaux pays signataires de l’ETAP, le Royaume-Uni et l’Italie : trois milliards d’euros (depuis 2001 et jusqu’à la livraison des premiers avions). Cet effort sera éventuellement réévalué selon l’évolution du programme et de son coût total. Ce qui est sûr, c’est qu’avec un tel engagement, les deux pays sont liés pour plus d’une décennie à un projet américain qui n’est pas bénéfique, en termes industriels et technologiques, à la base industrielle et technologique de défense européenne (BITDE).
[...]
Que ce soit en termes de contrats ou de transferts de technologie, les retours sont loin d’être satisfaisants et ont été la cause de mésententes qui ont aussi concerné le Canada, la Norvège et la Turquie. En matière de R&T, c’est une question importante qui est ainsi soulevée car les sommes investies dans le JSF feront inévitablement défaut à tout projet européen éventuel de « systèmes aériens de combat futurs », tels qu’ils sont envisagés dans l’accord ETAP (programme européen d’acquisition de technologie). »

## Commandes
En octobre 2008, les commandes s'élevaient à 3 110 appareils toutes versions confondues, réparties comme suit, mais les retards du programme et des coupes budgétaires font que ces commandes et dates ne seront pas respectées. Au mois de janvier 2016, la somme des commandes était d'environ 2 999 appareils (en comptant les 100 théoriques de la Turquie). Fin 2015, 126 F-35 étaient en service, et 493 devaient l'être fin 2019 :
| Pays acquéreurs                                                     | Nombre        | En service en 2025 | Type              | Année de commande (modification) | Entrée en service prévue | Commentaires |
| ------------------------------------------------------------------- | ------------- | ------------------ | ----------------- | -------------------------------- | ------------------------ | --- |
| Allemagne                                                           | 35            | 0                  | F-35A             | 2022                             | 2028                     | |
| Australie                                                           | 72            | 72                 | F-35A             | 2008 (mod. 2014)                 | 2018                     | Livraison reportée de 2014 à 2018, l'Australie pourrait acheter jusqu'à 100 appareils. En février 2024, 63 appareils livrés sur 72 commandés. |
| Belgique                                                            | 34            | 1                  | F-35A             | 2018                             | 2023                     | La Belgique et sa composante air ont lancé, début juin 2014, une demande d'informations (Request for Information, RFI) à cinq fabricants afin de remplacer ses cinquante-quatre F-16 vieillissants, achetés en 1975. Le 17 mars 2017, le Conseil des ministres belge lance le processus d'acquisition en publiant un appel d'offres gouvernemental pour trente-quatre appareils (Request for Government Proposal, RfGP). Répondent à cette offre le gouvernement américain avec le F-35, le consortium européen Eurofighter avec le Typhoon. Le 25 octobre 2018, la Belgique annonce qu'elle opte pour le F-35. En janvier 2020, la Belgique annonce son intention de commander 14 F-35 supplémentaires,. À partir de septembre 2019, les retombées industrielles locales liées au contrat se mettent en place. En avril 2024, aucun appareil n'a encore été livré, seul un roulage a été effectué en décembre 2023. |
| Corée du Sud                                                        | 40            | 40                 | F-35A             | 2014                             | 2018                     | La force aérienne de la république de Corée opère, fin décembre 2024, suite à un accident, 39 F-35A, et en a commandé 20 supplémentaires en 2023. La Marine de la république de Corée qui envisageait de s'équiper de 20 appareils F-35B pour une livraison en 2033, s'oriente vers le remplacement de ces avions par des drones. |
| Canada                                                              | 88            |                    | F-35A             | 2022                             | 2028                     | Le Canada s’est engagé à payer 7 milliards de dollars pour les 16 premiers avions, avec une première livraison attendue en 2026. Mais le nouveau gouvernement de 2025, semble vouloir réorienter ses investissements militaires vers des solutions moins dépendantes des États-Unis. |
| Danemark                                                            | 27            | 27                 | F-35A             | 2016                             | 2021                     | |
| États-Unis - US Air Force - US Marine Corps - US Navy               | 1 763 368 340 | 258 48 28          | F-35A F-35B F-35C |                                  | 2013 2012 2015           | Depuis juillet 2023, le Pentagone refuse toute livraison de nouveau F-35 à cause des problèmes informatiques qu'ils présentent. |
| Grèce                                                               | 20            |                    | F-35I             |                                  | 2030                     | |
| Israël                                                              | 75            | 36                 | F-35I             | 2010 (mod. 2015 - mod. 2016)     | 2016                     | Israël avait déjà acheté 19 appareils en 2010, auxquels s'ajoutent les 14 appareils de la commande du 22 février 2015. Le plan initial prévoyait une cinquantaine d'appareils, mais les prix grimpant sans cesse, le gouvernement a remis à plus tard la livraison des 17 appareils manquants pour créer deux escadrons complets. Finalement, en décembre 2016, est approuvé l'achat des 17 derniers appareils, portant le total de la commande à 50 avions. Le supplément de 17 F-35I est conclu en 2017. |
| Italie - Aeronautica militare - Marina militare                     | 60 30         | 36                 | F-35A F-35B       | 2008 (mod. 2015) 2014            | 2014                     | Dans le cadre du plan de réduction des dépenses liés à la crise, l'Italie en 2014 prévoyait de réduire sa commande de 90 à 45 unités. Finalement la commande de 90 appareils est maintenue, 60 F-35A plus 15 F-35B pour l'armée de l'air et 15 F-35B pour la marine. |
| Japon - Force aérienne d'autodéfense - Force maritime d'autodéfense | 105+63 42+42  | 75 15              | F-35A F-35B       | 2011 2019                        | 2016 2025                | Le 9 avril 2019, un F-35A japonais s'écrase à environ 135 km à l’est de Misawa, ce qui provoque la mise à l’arrêt de toute la flotte de F-35,. Fin juillet 2019, le Japon demande à devenir un partenaire officiel à part entière du programme F-35, ce que le Pentagone refuse. Le 10 juillet 2020, le Japon annonce que le département d'État des États-Unis vient d'approuver la vente de 63 F-35A et 42 F-35B supplémentaires,. |
| Norvège                                                             | 52            | 52                 | F-35A             | (mod. 2015)                      | 2015                     | Le premier lot prévoit la livraison de deux F-35A en 2015 et deux autres en 2016. Trois F-35 arrive sur la base aérienne d'Ørland le 3 novembre 2017, sept autres sont alors basés sur la base aérienne de Luke et servent à la formation des pilotes. Le 1er avril 2025, à Fort Worth, Texas, les 51e et 52e derniers F-35A sont remis à la Force aérienne royale norvégienne faisant d'elle la première à percevoir l'ensemble de sa commande. |
| Pays-Bas                                                            | 37            | 37                 | F-35A             | 2009 (mod. 2013)                 | 2016                     | La commande prévue de 85 exemplaires est finalement revue à la baisse, avec seulement 37 appareils commandés. Les Pays-Bas ont finalement reçu leur premier F-35 Lightning II le 18 décembre 2013 (deux appareils basés aux États-Unis pour la poursuite de la mise au point. Les avions de série basés aux Pays-Bas ne sont pas livrés avant 2019). |
| Pologne                                                             | 32            | 0                  | F-35A             | 2019                             | 2022-2026                | Commande passée pour remplacer les avions d'origine soviétique (MiG-29 et Su-22) encore en dotation au sein des Forces aériennes polonaises. |
| Royaume-Uni - Royal Air Force - Fleet Air Arm                       | 114 24        | 40                 | F-35B             | 2010                             | 2015                     | Réduction de la commande de 138 à environ 50 exemplaires en octobre 2009. En octobre 2010, le gouvernement anglais décide de remplacer sa commande de F-35B par des F-35C avant, en mai 2012, de faire marche arrière et de confirmer ses F-35B. La cible est finalement maintenu à 114 F-35B pour la RAF et 24 F-35B pour la Fleet Air Arm. |
| Singapour                                                           | 12            | 0                  | F-35B             | 2020                             | 2025                     | Le 9 janvier 2020, Singapour annonce avoir choisi le F-35B pour remplacer sa flotte vieillissante de F-16,. |
| Émirats arabes unis                                                 | 50            | 0                  | F-35A             | 2021                             | 2027                     | Le 21 janvier 2021, les États-Unis annoncent la signature du contrat de vente de 50 F-35A. |
| Finlande                                                            | 64            | 0                  | F-35A             | 2022                             | 2027                     | En décembre 2021, la Finlande annonce avoir choisi le F-35 pour remplacer ses F/A-18 C/D. |
| Suisse                                                              | 36            | 0                  | F-35A             | 2022                             | 2027                     | Le 19 septembre 2022, la Suisse annonce la signature des contrats d'acquisition de 36 F-35A, afin de remplacer sa flotte de F/A-18C/D et F-5E/F Tiger II. |
| Total théorique :                                                   |               | 1185               | F-35x             |                                  |                          | |

### Participation actuelle à de nouveaux appels d'offres

#### Finlande
Le F-35A a participé à l'appel d'offres de la Finlande pour renouveler ses F/A-18 C/D Hornet. Finalement, en décembre 2021, la Finlande annonce avoir retenu le F-35 de Lockheed Martin. La commande porte sur 64 F-35 pour un montant de 8,4 milliards d'euros.

#### Suisse
Le F-35A a participé à l'appel d'offres de la Suisse pour le remplacement de ses F-5E/F Tiger II et F/A-18 C/D Hornet,,. Le 27 septembre 2020, l'arrêté fédéral relatif à l’acquisition de nouveaux avions de combat est accepté par referendum. Par le biais du Conseil fédéral, la Suisse annonce le 30 juin 2021 avoir retenu le F-35A au terme du processus d'évaluation et de sélection. La commande porterait sur 36 appareils et cinq batteries anti-aérienne Patriot. En réaction, une coalition de partis politiques de gauche lance l'initiative populaire « Stop F-35 » contre l'achat de F-35A. Le 27 mai 2022, celle-ci annonce avoir récolté les 100 000 signatures nécessaires pour soumettre l'achat des F-35A à la votation populaire. Le 20 septembre la Suisse signe le contrat d’acquisition (36 avions F-35) avec les États-Unis, après l’adoption du crédit d’engagement par le Parlement suisse le 15 septembre. La livraison sera échelonnée dès 2027 à 2030. Le 21 septembre, le comité « Stop F-35 » annonce retirer son initiative, à la suite de la signature des contrats.

#### Allemagne
L'Allemagne a annoncé le 15 mars 2022 son intention d'acheter 35 F-35A pour remplacer sa flotte vieillissante de Tornado IDS. L'Allemagne (qui est impliquée dans le programme SCAF) a justifié cette décision en arguant que c'était le seul avion planifié pour être capable d'assurer les missions de dissuasion nucléaire dans le cadre du partage nucléaire de l'OTAN. Le 14 décembre 2022, l'Allemagne confirme auprès du gouvernement américain sa décision d'acquérir 35 F-35A pour une entrée en service prévue en 2028.

### Partenaire niveau 1

#### Royaume-Uni
Le Royaume-Uni a prévu d'acquérir 138 F-35B en décembre 2006, après l'annonce d'une réduction de la cible à 50 exemplaires en 2025, celle-ci est finalement maintenue à 138 F-35B, dont 114 pour la Royal Air Force et 24 pour la Fleet Air Arm de la Royal Navy,,.
À la suite des élections législatives de 2010, le gouvernement David Cameron décide de changer d'orientation en matière de défense, renonçant au F-35B STOVL ne disposant pas de perche de ravitaillement en vol et utilisable sur porte-aéronefs sans catapulte ni pont oblique, au profit exclusif du F-35C, utilisable sur porte-avions et qui possède une perche pour le ravitaillement en vol offrant un rayon d'action très supérieur avec la possibilité de frappe dans la profondeur, une charge utile beaucoup plus importants grâce à la catapulte et au pont d'envol oblique, tout en étant moins cher,. Finalement, en mai 2012, un nouveau revirement amène le gouvernement britannique à privilégier à nouveau le F-35B, et le ministère de la Défense britannique annonce retenir finalement la version à décollage court et atterrissage vertical du F-35 limitant le porte-aéronefs Queen Elizabeth au combat littoral.
En mai 2015, Nick Harvey, ancien ministre d'État pour les Forces armées, affirme que le F-35 « pourrait être l'un des plus grands éléphants blancs de l'histoire ». Selon le quotidien anglais The Independent, toujours en mai 2015, « pas un seul des 131 chasseurs construits jusqu'à présent n'est prêt au combat. » Le même Independent révélait que l'ensemble de la flotte devait voir ses moteurs retirés et réparés, afin de prémunir une répétition d'incendie du moteur d'essai qui a cloué à terre la flotte en 2014. Le ministère de la Défense (MoD) a annoncé que les avions auront la « capacité requise de mener la guerre » en 2018, soit avec six ans de retard. Néanmoins, selon Nick Harvey il n'y a aucune chance pour que le F-35 puisse être utilisé au combat avant 2020.
Un problème pour les Britanniques est le choix des armements à utiliser sur cet avion, afin de correspondre aux besoins définis par la norme « SPEAR-3 » (pour « Selective Precision Effects At Range 3 »). Ils ont en effet le choix d'utiliser la SDB-II, descendante de la GBU-39 Small Diameter Bomb (SDB), qui a été spécifiquement conçue par Raytheon pour équiper les soutes étroites des avions furtifs comme le F-22 ou le F-35, ou une arme européenne concurrente produite par la société MBDA. La décision, qui devait être prise entre 2015 et 2016, a été repoussée vers 2018, afin que les Britanniques aient le temps de jauger les coûts de développement. Ces armes posent un gros dilemme pour les Britanniques. La SDB-II est une arme éprouvée et bien adaptée au F-35, car les États-Unis ont déjà prévu de s'en servir sur leurs F-35, mais c'est une bombe planante dont la portée n'excède pas les 40 nautiques, alors que l'arme équivalente en cours d'étude chez MBDA devrait être propulsée par un petit turboréacteur et avoir une portée de 70 nautiques. Cette portée plus importante reste un paramètre qui intéresse les Britanniques, qui préféreraient avoir à utiliser leurs armes air-sol le plus loin possible des défenses ennemies, en particulier les derniers systèmes russes S-350 et S-400. Quoi qu'il en soit, les Britanniques restent tributaires des évolutions du logiciel embarqué du F-35, nécessaires pour la mise en œuvre de ces armes de dernière génération.
Même si le porte-aéronefs Queen Elizabeth a été conçu pour pouvoir mettre en œuvre jusqu’à 36 F-35B, il devrait se limiter à un escadron de 12 F-35B, même si la Royal Navy travaille en 2018 sur un concept opérationnel basé sur 24 avions F-35B.

### Partenaire niveau 2

#### Italie
L'Italie est le deuxième partenaire en importance, après le Royaume-Uni, dans le programme Joint Strike Fighter. En octobre 2008, l'Italie a présenté un besoin de quelque 131 F-35 pour l'Aeronautica Militare (AM) et la Marina Militare (MM). L'Italie souhaite ainsi acquérir 69 F-35A et 62 F-35B. La marine italienne recevra 22 F-35B, tandis que la force aérienne recevra 69 F-35A et 40 F-35B. La marine prévoit d'utiliser le F-35B sur le nouveau porte-avions Cavour. Dans le cadre du plan de réduction des dépenses lié à la crise, l'Italie prévoit l'achat de 90 au lieu des 131 de départ dont 38 commandés avant 2020.
Les 90 avions seront répartis comme suit : soixante F-35A et trente F-35B ; soixante F-35A et quinze F-35B pour l'Aeronautica Militare et quinze F-35B pour la Marina militare. Les six premiers F-35 destinés à l'Italie sont inclus dans la commande de 150 F-35 en cours de négociation entre le Pentagone et Lockheed Martin. Les trente-deux F-35 italiens suivants seront assemblés sur la chaîne de Cameri (NO). Le rythme de livraison prévisionnel des 38 premiers F-35 italiens est donc :
- six F-35 livrés par Lockheed Martin avant 2020 ;
- un F-35 livré par le site de Cameri en 2015 ;
- un F-35 livré par le site de Cameri en 2016 ;
- un F-35 livré par le site de Cameri en 2017 ;
- trois F-35 livrés par le site de Cameri en 2018 ;
- cinq F-35 livrés par le site de Cameri en 2019 ;
- cinq F-35 livrés par le site de Cameri en 2020 ;
- seize F-35 livrés par le site de Cameri après 2020.

Entre-temps, malgré les nombreuses coupes budgétaires qui ont été appliquées, la dotation finale de l'Italie n'a pas diminué, restant à 90 appareils : 60 F-35A pour l'AM et 30 F-35B pour la MM.

#### Pays-Bas
En mars 2008, les Pays-Bas envisagent d'acquérir 85 F-35A pour la Koninklijke Luchtmacht. L'avion va remplacer une flotte vieillissante de F-16AM. Le gouvernement néerlandais prévoit que le coût de 5,5 milliards d'euros, pour l'achat initial, et de 9,1 milliards pour les trente ans de service, ce qui revient à un coût à vie utile d'environ 215 millions de dollars par unité. Le 19 novembre 2007, le secrétaire à la Défense a été interrogé sur le retard du Joint Strike Fighter concernant les problèmes techniques et l'augmentation des coûts. Cependant, le 29 février 2008, le Conseil exécutif du gouvernement néerlandais a décidé d'aller de l'avant avec l'achat de deux avions d'essai, et un protocole d'entente a été signé.
Le 17 septembre 2013, en raison des surcoûts et des problèmes techniques du F-35, les Pays-Bas réduisent leur intention d'achat à 37 avions pour 4,5 milliards d'euros, et 270 millions par an (soit 8,1 milliards sur 30 ans) - ce qui revient à un coût à vie utile d'environ 341 millions de dollars par unité - pour une livraison à partir de 2019,,,.

### Partenaire niveau 3

#### Canada

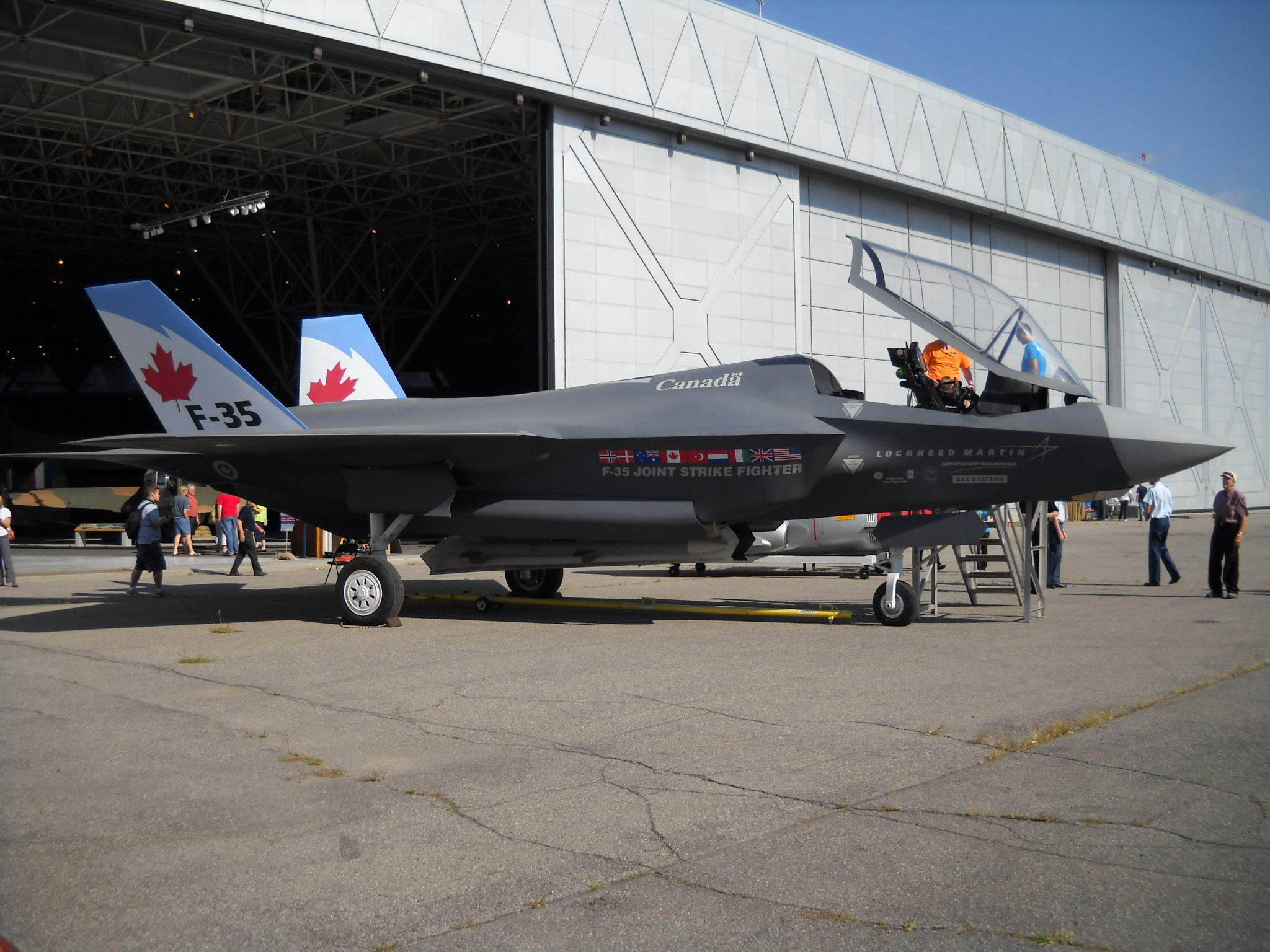
Une maquette en grandeur nature d'un CF-35 canadien.

Le Canada a été impliqué dans le programme Joint Strike Fighter depuis ses débuts, en investissant dix millions de dollars et en étant un partenaire « informateur » au cours du processus d'évaluation. Une fois que la société Lockheed Martin a été choisie comme entrepreneur principal pour le programme JSF, le Canada s'est fait participant de niveau 3, ainsi que la Norvège, le Danemark, la Turquie et l'Australie. Un montant supplémentaire de 100 millions de dollars du ministère de la Défense nationale (MDN), sur une période de plus de dix ans, et 50 millions de dollars d'Industrie Canada ont été déterminés en 2002, rendant le Canada l'un des premiers participants au programme JSF. Le résultat de l'investissement du gouvernement du Canada dans le projet JSF, lui a permis d’acquérir quelque 144 contrats attribués à des entreprises canadiennes, des universités et des établissements gouvernementaux. Financièrement, les contrats sont évalués à 490 millions de dollars sur une période allant de 2002 à 2012, et à 1,1 milliard de dollars dans la période allant de 2013 et 2023, soit une valeur totale potentielle estimée entre 4,8 et 6,8 milliards de dollars.
Le 16 juillet 2010, le gouvernement canadien, alors dirigé par le premier ministre conservateur Stephen Harper, a annoncé qu'il allait acheter 65 chasseurs F-35 (pour accompagner les 80 CF-18 Hornet) pour 16 milliards de dollars, tous frais accessoires inclus, à partir de 2016. Cependant, l'élection fédérale du mois d'octobre 2015 porte le libéral Justin Trudeau au pouvoir. Une des premières décisions du nouveau gouvernement a été d'annuler le contrat d'achat des F-35 qui avait été accordé à Lockheed Martin.
Le gouvernement fédéral canadien a toutefois relancé un processus d'acquisition d'appareils devant remplacer ses Boeing F-18 en 2017. L'appel d'offre formel portant sur 88 avions de combat a été lancé en juillet 2019 et il s'est terminé en juillet 2020. Trois avionneurs ont répondu à l'appel. Boeing a proposé la dernière version de son F/A-18 E/F, Saab son Gripen E et Lockheed Martin son F-35A. Le 1er décembre 2021, le gouvernement canadien annonçait dans un communiqué de presse que Boeing et son F/A 18 E/F avait été éliminé de la compétition. Ottawa annonçait du même coup son intention d'octroyer le contrat avant la fin de 2022 et qu'il prévoyait que les nouveaux avions commenceraient à être livrés dès 2025.
Rappelons que l'octroi de ce contrat avait fait l'objet d'âpres débats par le passé au Canada. Lors du premier appel d'offres, plusieurs soumissionnaires avaient annoncé leur intérêt pour la fourniture du futur chasseur des Forces canadiennes. La compagnie Boeing avait présenté le F/A-18 Super Hornet comme une option peu coûteuse et encore capable de rivaliser avec des avions de combat modernes. La compagnie Saab avait présenté son chasseur multirôle JAS 39 Gripen, alors que la compagnie Eurofighter GmbH avait présenté son Eurofighter Typhoon,. En parallèle, Dassault Aviation avait fait savoir, par la voix de son directeur général, qu'il avait promis d'assembler le Rafale au Canada. Lors d'un entretien donné à Radio Canada en mars 2013, Yves Robins, le directeur des relations extérieures de Dassault Aviation, avait même stipulé que tous les droits de propriétés intellectuelles et tous les transferts de technologie pour lesquels le gouvernement français aurait accordé l'autorisation, auraient été effectués sans aucune restriction.
Les médias ont critiqué l'avion comme étant trop cher, avec un rayon d'action trop faible, et trop complexe pour les besoins du Canada. Malgré les critiques, l'ancien lieutenant-général à la retraite Roméo Dallaire, considère le F-35 comme un bon avion de combat, et considère que les Forces canadiennes devraient avoir davantage de F-35. Toutefois, Roméo Dallaire est en désaccord avec le processus sans appel d'offres du plus gros contrat militaire de l'histoire du Canada. Selon Cyberpresse, le F-35 permettra au Canada de participer à des missions de bombardement en coopération avec ses alliés. Par ailleurs, l'ancien sous-ministre des acquisitions au ministère de la Défense, Alan Williams, estime que le gouvernement du Canada prend des risques à payer 20 % plus cher le F-35 sans appel d'offres et de ne pas obtenir un meilleur avion pour les Forces canadiennes.
Selon un rapport publié dernièrement[Quand ?] par l'Institut Rideau et le Centre canadien de politiques alternatives, le F-35 n'est pas nécessaire pour défendre et contrôler l'espace aérien du Canada. Le rapport recommande de prolonger la durée de vie des chasseurs CF-18 Hornet. Le même rapport suggère aussi d'étudier la possibilité d'acheter des avions sans pilote. Selon un document obtenu par le quotidien Le Devoir, le gouvernement du Canada n'a jamais pris le temps de vérifier si d'autres constructeurs offraient un avion de combat qui répondait aux exigences des Forces canadiennes. Le ministre de la Défense Peter MacKay avait expliqué sur la Colline parlementaire qu'aucun autre modèle d'avion ne répondait aux besoins de la défense du Canada comme avion de chasse. Selon le même document obtenu par Le Devoir, d'autres constructeurs tels que Boeing, Saab, Eurofighter GmbH et Dassault Aviation répondaient aux exigences du gouvernement.
Le gouvernement fédéral n'a reçu aucune garantie sur le prix du chasseur F-35 de la part des États-Unis. Le coût de 9 milliards de dollars, annoncé précédemment par le gouvernement fédéral, est une estimation, et les coûts pourraient gonfler, selon un responsable du programme. Selon le colonel Dave Burt des Forces canadiennes, le gouvernement du Canada prévoit payer entre 70 et 75 millions de dollars par appareil entre 2016 à 2020, sans toutefois avoir une garantie sur le prix. Le gouvernement du Canada prévoit d'investir environ 4,8 milliards de dollars pour l'acquisition de 65 F-35, et plus de 5 milliards de dollars pour les armements, la formation des pilotes, les simulateurs de vol et le coût des infrastructures. L'entretien devrait coûter 7 milliards de dollars supplémentaires sur une période de vingt ans. Selon un rapport obtenu par l'agence Bloomberg, l'entretien des quelque 2 443 avions F-35 qui remplaceront la flotte américaine, coûtera plus de 915 milliards de dollars pour les trente prochaines années. Selon Alan Williams, ancien haut responsable de la défense du Canada, les F-35 du Canada, coûteront plus de 24 milliards de dollars en entretien, soit plus de 375 millions de dollars canadiens par avion pour les trente prochaines années,.
Selon un document obtenu par Le Devoir, le F-35 est incapable d'atterrir dans le Nord canadien et incapable d'être ravitaillé avec les avions-citernes des Forces canadiennes. Selon le même rapport, le gouvernement devra débourser quelques millions de dollars de plus pour modifier la future flotte de chasseurs, pour qu'ils remplissent ces deux besoins essentiels pour la souveraineté du Canada. Le CF-35 sera dans l'incapacité de communiquer dans l'Arctique jusqu'en 2019. Contrairement aux CF-18, le CF-35 ne possédera pas la technologie nécessaire pour communiquer via un satellite militaire,.
La firme indépendante KPMG a dévoilé en décembre 2012 un rapport concernant le coût réel de l'achat des 65 avions de combat F-35 dont le gouvernement canadien souhaite faire l'acquisition, qui est passé de 9 milliards à 25, puis à quelque 45 milliards de dollars. Le coût total comprend l'acquisition d'armement, l'entraînement, la maintenance et les coûts des opérations sur une période de 30 ans. Après la publication de ce rapport, le gouvernement conservateur a déclaré vouloir recommencer le processus d'achat en évaluant des avions sans lancer un appel d'offres international.
Le 28 mars 2022, le gouvernement canadian annonce que le F-35A est choisi au terme d'un appel d'offres pour remplacer ses CF-18, et qu'il commencerait désormais à négocier avec les États-Unis pour l'achat de 88 avions, dont la livraison débuterait en 2025.

#### Turquie
Les États-Unis décident en 2019 de ne pas honorer les 100 commandes de la Turquie à la suite de la décision d'Erdogan d'acheter le système anti-aérien S-400. La Turquie était fournisseur pour 900 pièces du F-35 dont 400 comme fournisseur unique. Lockheed Martin recherche de nouveaux fournisseurs entraînant de large pénurie de pièces de rechange et des retards de livraison, sans compter un surcoût de 600 millions de dollars.

## Coûts du programme

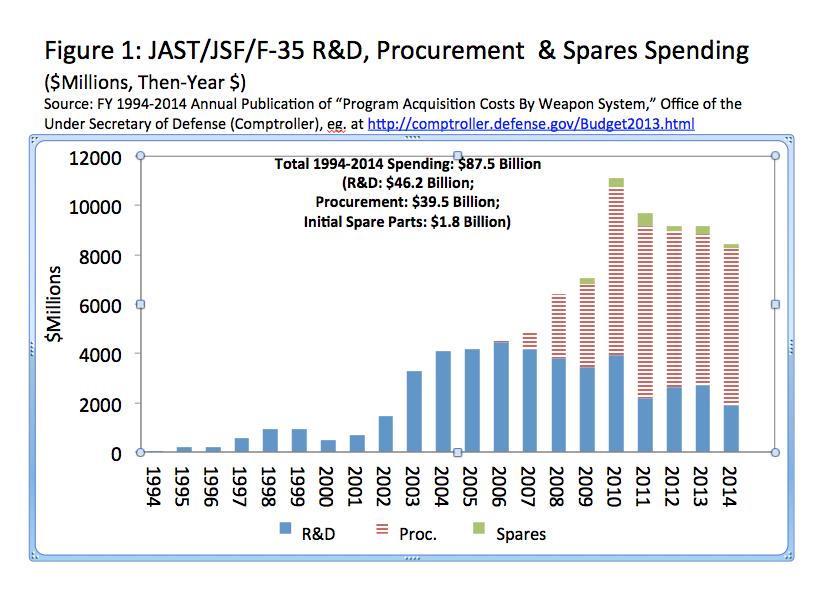
Coût annuel du programme entre 1994 et 2014.

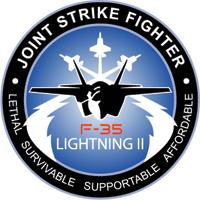
Logo actuel du programme JSF.

Alors qu'à l'origine, le JSF devait être un appareil à bas prix, au même niveau que le F-16, ses prévisions de budget ont augmenté d'année en année, faisant du programme le plus onéreux programme d'avion militaire de l'histoire. Aux États-Unis, on parle même de « Trillion program »(mille milliards). Au mois de mars 2008, le Government Accountability Office (GAO) estime que le développement, l'acquisition, la maintenance et l'utilisation des 2 443 avions prévus dans les forces armées des États-Unis coûtera aux alentours de 950 milliards de dollars, soit une hausse de 38 milliards par rapport aux mêmes prévisions de 2007.
En février 2009, le secrétaire à la Défense Robert Gates a décidé de retenir à Lockheed Martin un paiement de 614 millions de dollars, car les performances lors des essais du F-35 ne correspondaient pas au cahier des charges. Gen Heinz, le responsable du programme militaire, a été renvoyé, et l'ensemble du projet pourrait être sur le point de déclencher une révision du programme Nunn-McCurdy, en raison de dépassements de coûts.
Entre 1994 et 2014, le programme a coûté 87,5 milliards de dollars (au taux de 2013) dont 46,2 milliards pour la R&D, 39,5 milliards pour l'achat des appareils et 1,8 milliard de pièces détachées. En avril 2012, les services du secrétaire américain à la Défense publient une nouvelle estimation du coût global du programme (développement, construction, exploitation, modernisation et maintenance) sur une période de cinquante-cinq ans à 1 550 milliards de dollars. Cette estimation reste basée sur une vente de 2 443 avions pour les forces armées des États-Unis. S'ajoutent également des problèmes de fiabilité du moteur. En 2015, le GAO indique que la fiabilité du moteur est très faible : la version B a volé en moyenne 47 heures entre deux pannes moteur au lieu des 90 prévues, alors que pour les versions A et C, le nombre d'heures de vol sans panne moteur est en moyenne de seulement 25 au lieu des 120 prévues.
Pour l'année 2015, ce programme est au premier rang du budget d’acquisition du département de la Défense avec 8,3 milliards de dollars sur un total de 40 milliards consacré à l'achat d'aéronefs et systèmes associés. L'enveloppe globale pour le développement du F-35 s'élève à 1000 milliards US$.

### Coût par heure de vol
Le coût par heure de vol est estimé, en 2012, à 21 000 euros (et à 31 000 euros en projection jusque 2029 pour les versions B et C) par le groupe d'information Jane’s, groupe londonien réputé de renseignement et d'information sur la guerre et les transports. Ce coût tient compte du coût de maintenance, d'entretien, le support technique, les pièces et carburants, la préparation et la réparation pré-vol, et l'entretien régulier au niveau de l'aérodrome ainsi que les coûts de personnel mais pas le coût en armement, propre à chaque pays et dépendant des opérations,.
L'heure de vol d'un F-35 est estimée 24 000 dollars par l'US Air Force et le Cost Assessment & Program Evaluation Office du département de la Défense des États-Unis64.
Selon les estimations du F-35 Joint Program Office, le coût par heure de vol pour l'ensemble des F-35 de la flotte des États-Unis pour l'année fiscale 2019 est supérieur à 38 000 dollars. En 2022, le GAO l'estime à 42 000 dollars.

## Impact sur l'industrie aéronautique européenne
En juillet 2017, interrogé par la commission de la Défense de l'Assemblée nationale, le chef d'état-major de l'armée de l'air française, le général André Lanata, évoque son inquiétude au sujet de l'arrivée massive du F-35 dans les armées européennes du fait de son avancée technologique menaçant directement l'industrie aéronautique européenne : « J’observe une pression très importante de l’industrie aéronautique américaine en Europe, avec le déploiement progressif d’un avion de combat de dernière génération, le F-35. Ce dernier change la donne sur le plan des capacités opérationnelles en raison, principalement, de sa furtivité – il n’est pas détecté par les radars actuels – et de ses capacités de connectivité : il connecte massivement des informations avec les autres appareils du système de combat aérien. [...] Il me semble intéressant de prendre une initiative avec l’Allemagne pour engager un dialogue, afin d’étudier les possibilités de coopération pour remplacer ensemble nos flottes d’avions de combat (afin de rattraper le retard technologique en Europe). En première approche nous pourrions avoir des besoins similaires à ceux de l’Allemagne dans ce domaine. Nous sommes encore deux pays en Europe qui disposent de capacités d’investissement. »
D'après une source haut placée de l'industrie britannique, la participation de pays européens et de leur industrie au programme du F-35 les a empêchés de développer leurs propres projets, notamment des drones MALE.
Selon Dirk Hoke, directeur général de Airbus Defence and Space, l'achat de F-35 par l'Allemagne pour remplacer ses Tornados rendrait le SCAF irréalisable.
D'après le journaliste Philippe Leymarie, le F-35 « est considéré comme un aspirateur à budgets de défense en raison des conditions imposées aux acheteurs : système fermé, obligation de confidentialité, logiciels reliés à son constructeur (Lockheed Martin) et coût exorbitant ».

## Spécifications

### Générales
Initialement constituée d'une pièce d'un seul tenant, la partie supérieure de l'aile a été finalement décomposée en sept pièces différentes, afin d'en faciliter la construction. La signature radar a été réduite grâce aux angles et à la forme de la structure, assez semblable à celle du F-22 Raptor. Cependant, les progrès réalisés dans les radars à basse fréquence pourraient supprimer la furtivité radar des F-35 Lightning II et F-22 Raptor, vis-à-vis des radars à haute fréquence.
L'armement sera emporté dans des soutes disposées dans le fuselage, afin d'assurer la furtivité de l'appareil, mais des charges externes pourront également être emportées. Les F-35A et C disposent de deux soutes principales, permettant d'emporter 907 kg de charge chacune, et de deux soutes secondaires pour un missile AIM-120 AMRAAM. Le F-35B ne pourra emporter que 454 kg de charge dans ses deux soutes principales. La capacité d'emport externe atteint 9 tonnes, réparties sur sept pylônes.
Le F-35 sera équipé des systèmes suivants :
- Radar à antenne active AN/APG-81 (issu de l'AN/APG-77 du F-22 Raptor) avec des modes air-air, suivi de terrain, cartographie à haute résolution, détection de mobiles terrestres, écoute passive et des capacités de brouillage ;
- Brouilleur Sanders/ITT ALQ-214 ;
- Système de gestion des menaces AN/AAQ-37 Distributed Aperture System (DAS), comprenant 6 détecteurs infrarouges répartis en différents points de façon à fournir une vision à 360° autour de l'avion ;
- Electro-Optical Sensor System (EOSS), système de localisation et désignation comprenant un FLIR, une caméra TV et un système laser (télémétrie, désignation de cible).

Le tableau de bord se compose principalement de deux écrans LCD couleurs de 20 x 25 cm. Leur surface est tactile, ce qui supprime le besoin de boutons de sélection. Le traditionnel viseur tête haute est supprimé, les informations étant projetées directement sur la visière du casque du pilote (système de type HMDS, « Helmet-Mounted Display System »).
Le rayon d'action avec la pleine charge en armement et en carburant, qui était originellement estimé à 1 280 km pour la version F-35A, a été plusieurs fois revu à la baisse : il n'est plus que de 1 080 km (et seulement 869 km pour le F35B et 1 138 km pour le F-35C), soit moins que le cahier des charges, qui requiert 1 091 km pour la version F-35A. Les dernières dégradations du rayon d'action sont de 19,3 km, pour des problèmes de refroidissement du moteur Pratt & Whitney F135, 16,1 km pour une mauvaise estimation de la capacité d'emport en carburant, et 6,1 km à la suite de l'augmentation de la masse  du système de visée optique.

### Détaillées
Avion
- Équipage : 1
- Longueur : 15,67 m
- Envergure : 10,7 m
- Hauteur :
  - F-35A & F-35B : 4,33 m
  - F-35C : 4,54 m
- Surface alaire : 42,7 m2
- Masse à sec : 13 199 kg
- Masse en charge :
  - F-35A : 22 470 kg
  - F-35B : 21 771 kg
  - F-35C : 25 896 kg
- Masse maximale au décollage :
  - F-35A et F-35C : 31 800 kg
  - F-35B : 27 000 kg
- Capacité interne en carburant :
  - F-35A : 8 382 kg
  - F-35B : 6 352 kg
  - F-35C : 9 110 kg

Propulsion
- Nombre de moteurs : 1

Plan « 3 vues » du F-35A.

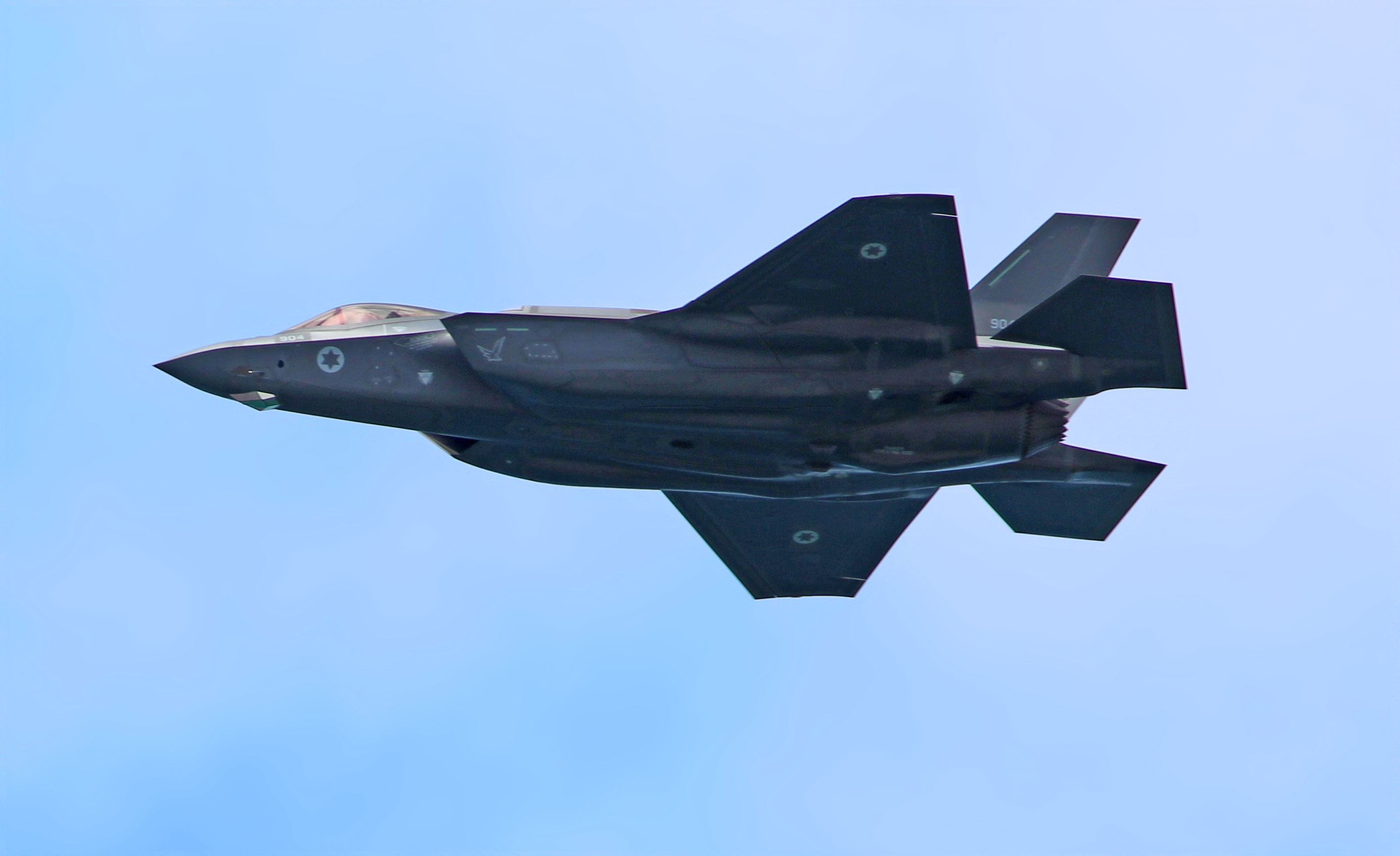
F-35I Adir en vol.

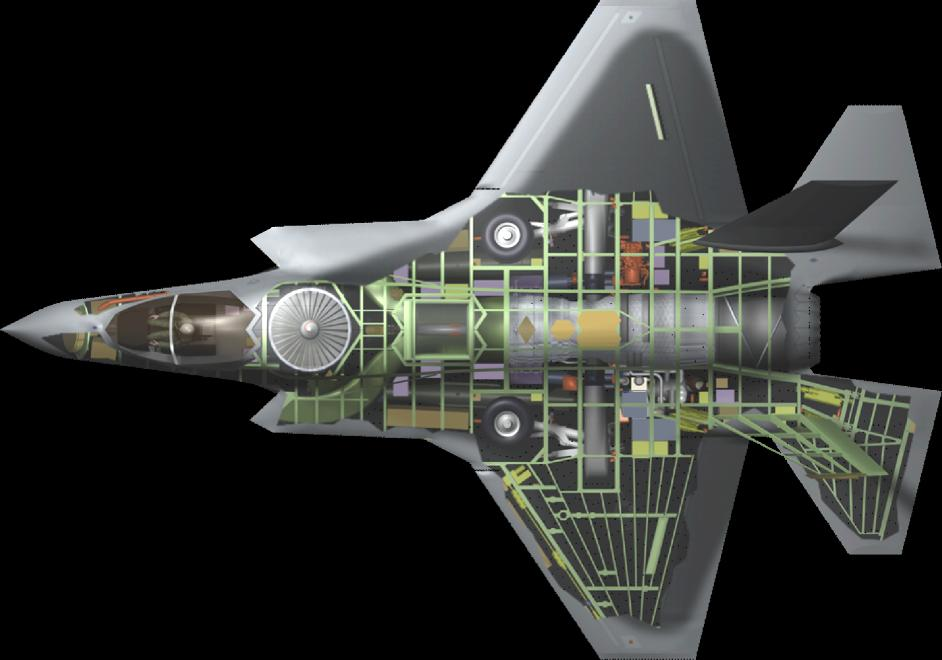
Vue en coupe du F-35B avec sa soufflante horizontale.

- Modèle du moteur : Pratt & Whitney F135
- Type de moteur : Turboréacteur à double flux doté de postcombustion
- Poussée :
  - à sec : 125 kN (environ 12 500 kgp)
  - avec PC : 191 kN (environ 19 100 kgp)

Performances
- Vitesse maximale : Mach 1,6+ (1 930 km/h)
- Distance franchissable : 2 220 km (sur carburant interne)
- Rayon d'action : 1 135 km (sur carburant interne)
- Endurance : >2 800 km[9]
- Vitesse ascensionnelle : classifiée
- Charge alaire : 526 kg/m2 (745 kg/m2 à pleine charge)
- Rapport poussée/masse :
  - Avec le plein de carburant : 0,87
  - Avec 50 % de carburant : 1,07
- Facteurs de charge maxi. :
  - F-35A : 9 G
  - F-35B et F-35C : 7,5 G

Armement
- Canons :

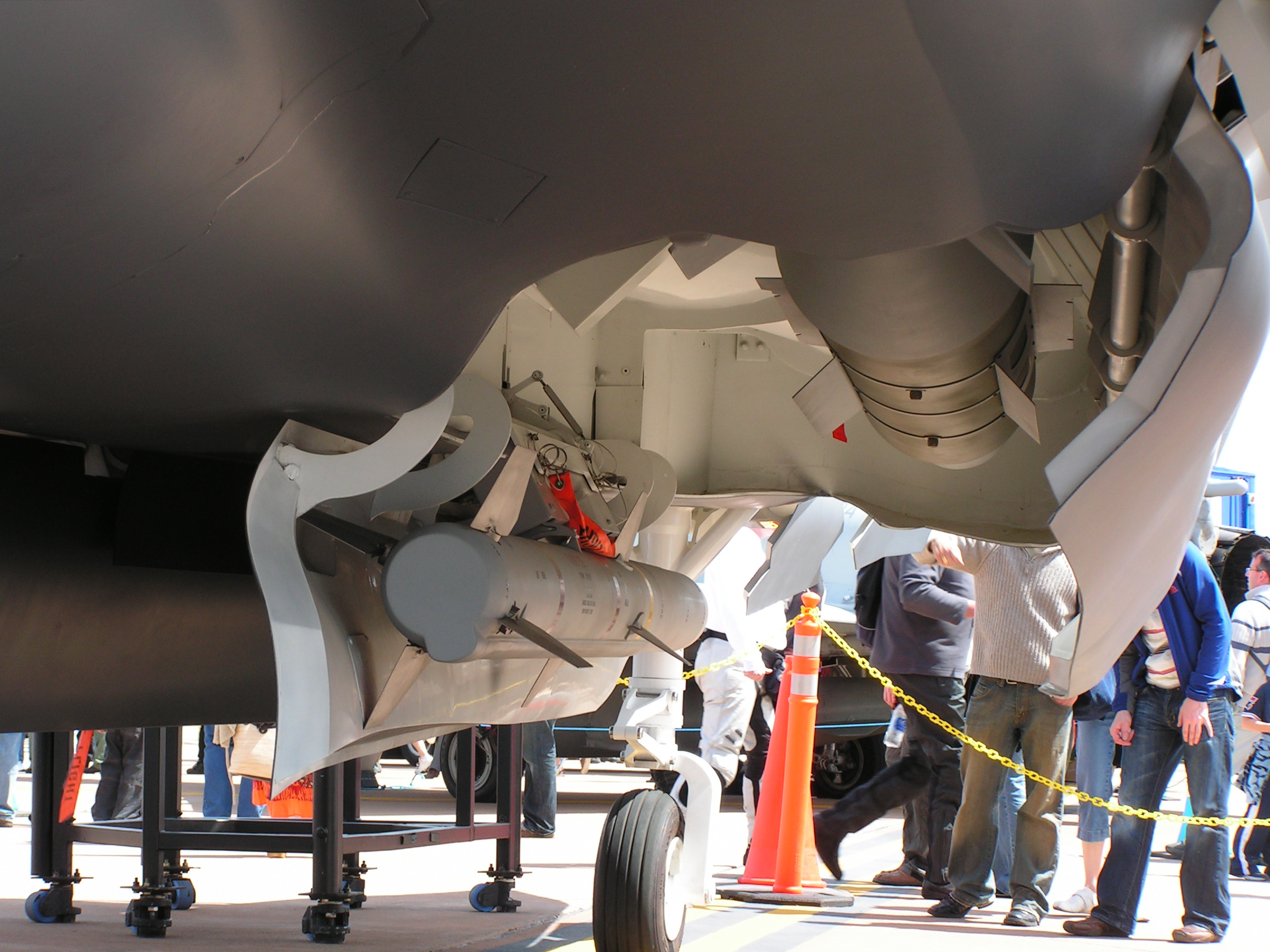
Les soutes à armement du F-35 (ici une maquette d'exposition).

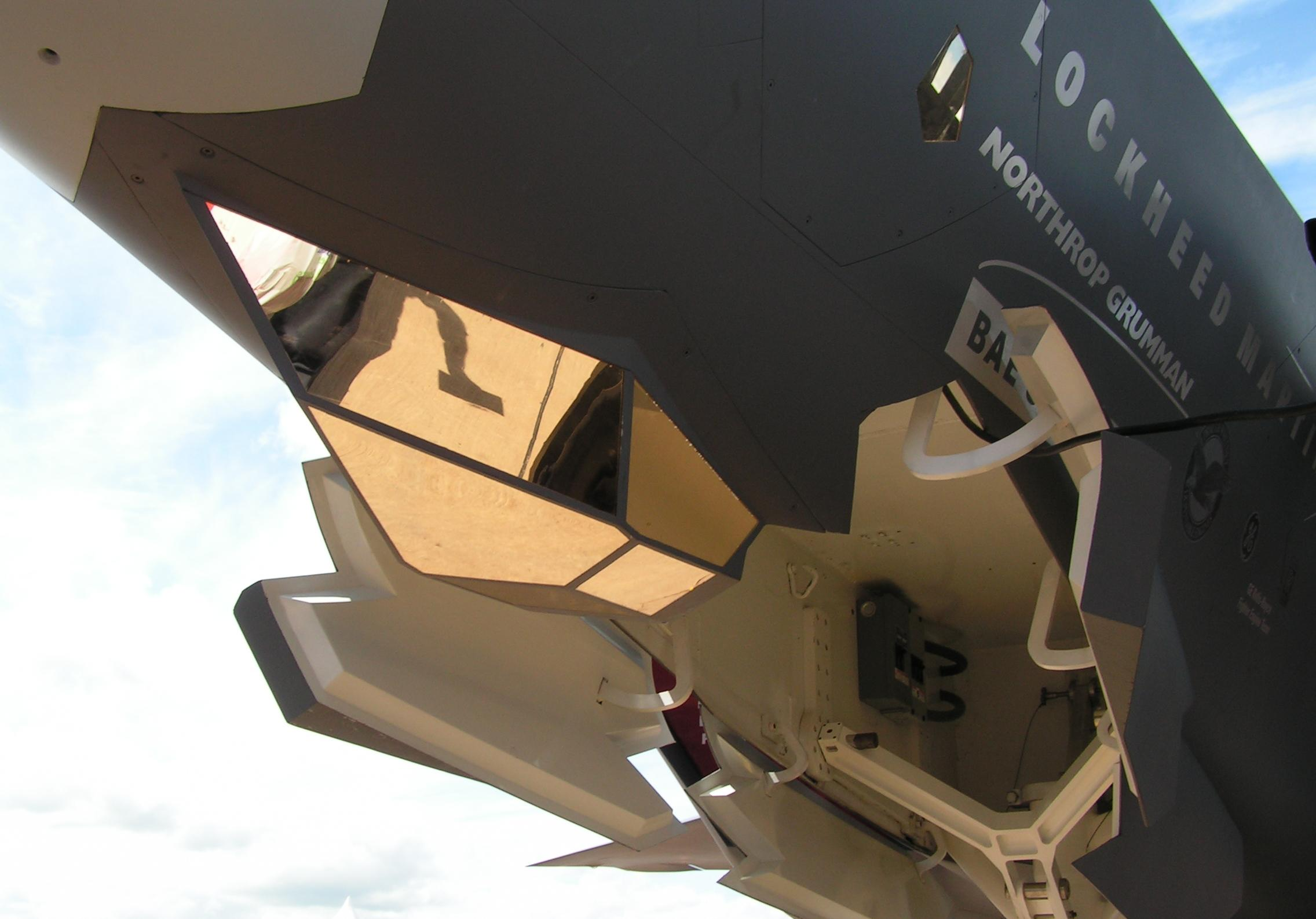
AAQ-40 Electro-optical target system (EOTS).

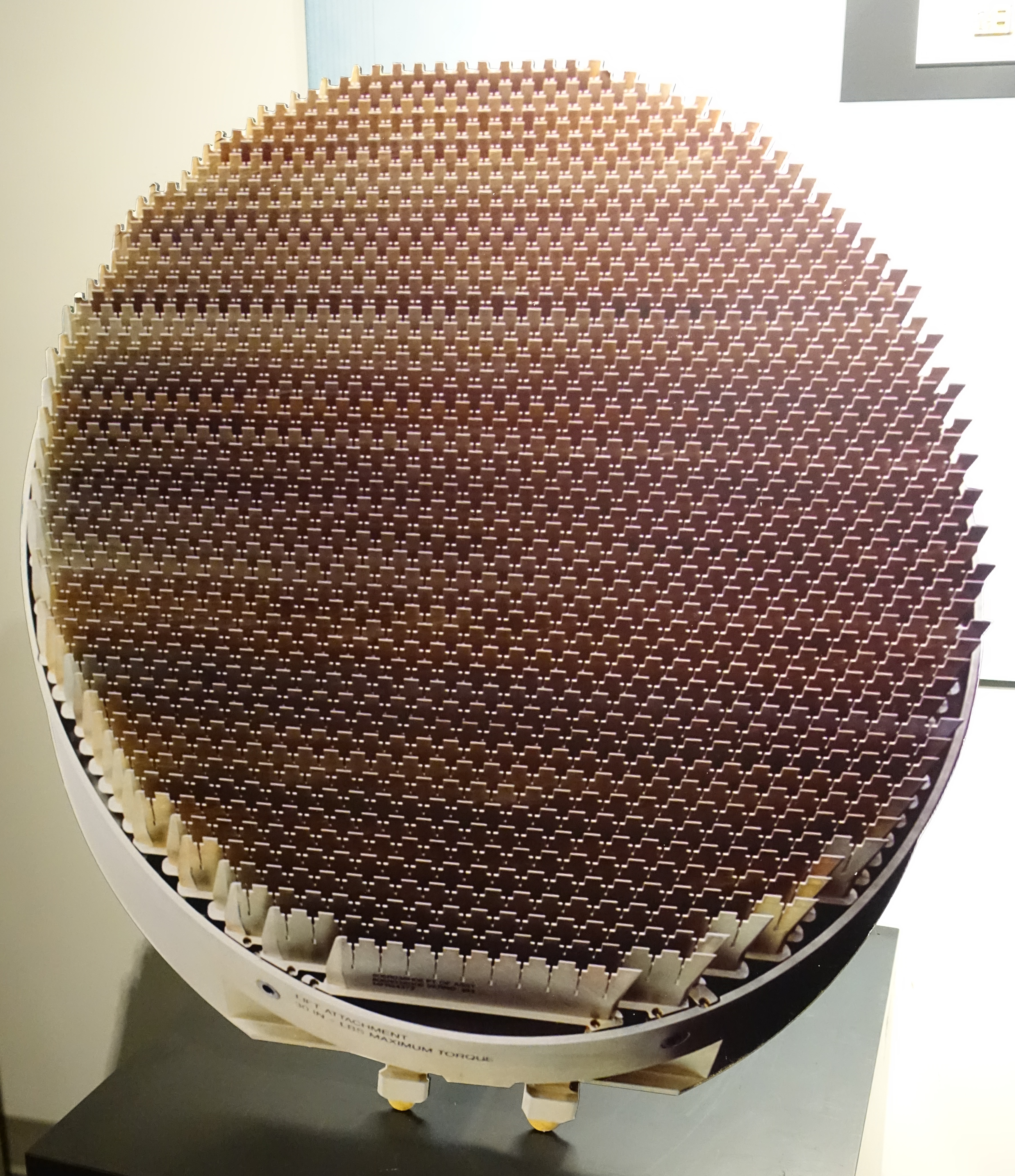
Radar à antenne active AN/APG-81 exposé en 2005.

  - F-35A : 1 × General Dynamics GAU-22/A de calibre 25 mm à 4 tubes de type Gatling, monté en interne avec 180 obus en réserve
  - F-35B et F-35C : Canon identique mais monté en nacelle externe et disposant de 220 munitions
- Pylônes d'emport : six pylônes externes sous les ailes, pour une capacité de 6 800 kg, et deux internes en soute, avec une capacité de 1 360 kg, pour une masse d'emport maximale de 8 100 kg d'armements, composés des armes théoriquement prévues ci-dessous :
  - Missiles air-air :
    - AIM-120 AMRAAM
    - AIM-9X Sidewinder
    - MBDA Meteor (planifié, selon les investissements effectués)

  - Missiles air-surface :
    - AGM-88 AARGM
    - AGM-158 JASSM
    - MBDA SPEAR (planifié)
    - AGM-169 JCM
    - SOM (planifié)

  - missiles antinavires :
    - Joint Strike Missile (JSM)
    - AGM-158C LRASM (l'intégration n'ayant pas encore débuté début 2020)

  - Bombes :
    - Bombes à guidage laser de la série des Paveway
    - bombe de petit diamètre (acronyme SDB en anglais)
    - bombe guidée par GPS (Acronyme JDAM en anglais)
    - AGM-154 JSOW
    - Bombe nucléaire B61 mod 12 (qualification en octobre 2023 pour le F-35A[193],[194].)

Avionique
- Radar à antenne active (AESA) Northrop Grumman Electronic Systems AN/APG-81
- Système de ciblage Lockheed Martin AAQ-40 (E/O Targeting System - EOTS)
- Système de detection et de poursuite de missile et d'avion par infrarouge Northrop Grumman Electronic Systems AN/AAQ-37
- Système de guerre électronique BAE Systems AN/ASQ-239 (Barracuda)
- Système de navigation et de combat Northrop Grumman AN/ASQ-242, qui inclut :
  - Système de communication Harris Corporation Multifunction Advanced Data Link (MADL)
  - Système de liaison de données Liaison 16
  - Radio SINCGARS
  - Interrogateur et transpondeur IFF
  - Radio cryptée HAVE QUICK
  - Radiocommunications AM, VHF, UHF AM, and UHF FM
  - Radio de survie GUARD
  - Radar altimétrique
  - Système d'atterrissage aux instruments ILS
  - Système de navigation TACAN
  - Système d'aide à l'appontage sur porte-avions et système JPALS similaire pour les aéroports (Joint Precision Approach and Landing System)
  - Liaison de données Tadil-J

## Piratage informatique
Le 21 avril 2009, le Wall Street Journal révèle que des fouineurs ont pénétré dans les réseaux protégés de l'administration américaine et ont réussi à dérober des centaines de téraoctets d'informations confidentielles portant sur le F-35. Cette information a marqué la presse ainsi que la blogosphère spécialisée. Selon les premières informations circulant alors, les fouineurs seraient d'origine chinoise, ce qui a été formellement démenti par l'ambassade de Chine. Des responsables proches du dossier ont affirmé que le système chargé des diagnostics en vol a été compromis,,.

## Possibilité de désactivation à distance
Les avions F-35 nécessitent des mises-à-jour régulières pour être utilisable. Une absence de mise-à-jour commencerait à poser des problèmes de maintenance au bout d'un mois selon l'instructeur Rafale et ancien pilote de chasse Pierre Chuet.
La préparation de mission peut aussi être bloquée à distance par les États-Unis. C'est le cas de l'accès aux données GPS, qui permet aux pilotes de se repérer en vol et pourrait ainsi être bloqué au dessus de la Russie si les États-Unis en décidaient ainsi.

## Nombreux problèmes de conception pour les trois types de F-35 (A, B et C)
Depuis le début de son développement, l'avion fait face à de nombreux problèmes de conception dans ses trois versions existantes. Une partie a été résolue bien que certains problèmes subsistent toujours. La mise au point du F-35 représente le développement complexe de trois types d'avions très différents qui sont décrits plus haut; le F-35A, F-35B, F-35C. La pléthore de problèmes énumérés sont donc liés à la mise au point de trois conceptions d'avions techniquement très différentes (modèle à décollage vertical, modèle petite envergure et modèle grande envergure) qui sont repris sous une seule identification générique. Parmi les problèmes de mise au point rencontrés, certains ne sont inhérents qu'à une seule version de F-35 tandis que d'autres concernent les trois versions. Le suivi des problèmes rencontrés lors du développement de l'avion est régulièrement mis à jour et est détaillé dans un document produit par le Defense Department's Director of Operational Test and Evaluation (DOT&E) (Bureau des évaluations et des essais opérationnels du Pentagone) et par le GAO (U.S. Government Accountability Office) qui publie régulièrement des mises à jour sur le développement du F-35 et sur la gestion des solutions mises en place.
En janvier 2023, les F-35A de l’US Air Force était censés atteindre un taux moyen de 20 heures de vol entre deux « pannes critiques » après 75 000 heures de vol accumulées. Or, en 2023, ce taux n’a été que de 10,5 heures de vol, alors que 288 000 heures avaient pourtant été effectuées. Sur les 628 appareils livrés aux États-Unis, 320 sont aptes au combat dont seulement 96 avec la pleine capacité multimissions.
Parmi les problèmes techniques rencontrés depuis le début du long développement des trois types de F-35, on peut citer :
- le bogue dans le logiciel de bord Automatic Logistics Information System (ALIS), qui retarde la mise au point du système d'armes : par exemple, lorsque plusieurs F-35 volent en formation, la fusion de données est défaillante et chaque cible est affichée à chaque pilote autant de fois qu'il y a d'avions dans la formation[202]. Le rapport 2018 du département de la Défense indique les échecs dans la fusion des données collectées par différents capteurs, les soucis au niveau des commandes de vol, la vulnérabilité à la foudre, le risque de cyberattaque, n'ont toujours pas été réglés[32],[33] ;
- inadaptation des réacteurs à l'appontage ;
- des défaillances de moteurs et de matériaux lors des vols prolongés à grande vitesse ;
- l'impossibilité pour la version F-35B de décoller verticalement avec armes ou réservoirs auxiliaires[203], ce qui est très problématique pour un avion de combat et contraire au cahier des charges ;
- sièges éjectables dangereux ;
- faille dans le système d'approvisionnement en oxygène ;
- surchauffe de la soute à armement ;
- dans sa version logicielle block 2B, le F-35B ne saurait être engagé en 2016 au combat sans un soutien important en raison du manque de maturité de ses équipements embarqués[204],[205] ;
- un manque de précision « inacceptable » des systèmes d’armes utilisés pour les missions d’attaque au sol[32],[33] ;
- point le plus préoccupant selon le département de la Défense, la longévité de 2 100 heures de vol, au lieu des 8 000 heures prévues, des F-35B  destinés aux porte-aéronefs de l'US Marine Corps et qui doivent à terme équiper le porte-avions Queen Elizabeth de la Royal Navy. Les premiers F-35B pourraient atteindre leur limite de durée de vol dès 2026[32],[33].
- comme le stylisme est inefficace, l'avion est plus bruyant[206].

En 2021, un rapport du pentagone fait état de 871 déficiences matérielles et logicielles qui peuvent avoir une influence sur le fonctionnement ou l'entretien de l'appareil,.

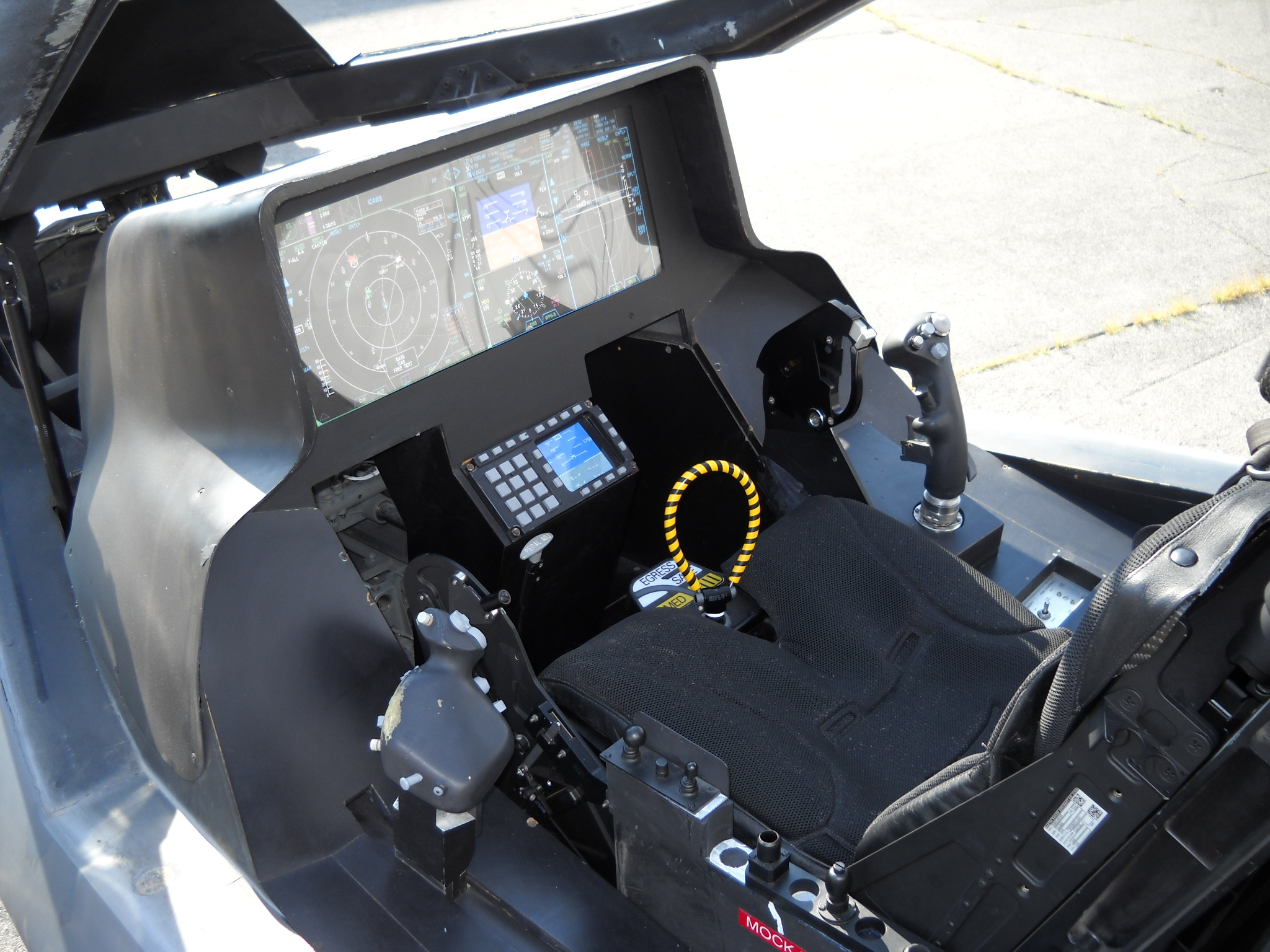
Maquette en grandeur nature de l'intérieur du cockpit du F-35.

### Problèmes de logiciel de gestion de l'avion
De nombreux retards sont à noter, dans la mise au point des logiciels indispensables pour faire voler le F-35 et en faire un système d'armes opérationnel. Le logiciel ALIS (Autonomic Logistics Information System), sorte de « système d'exploitation » du F-35, n'a pas donné les résultats attendus. Avec ses 30 millions de lignes de code informatique, soit trois fois le nombre du code du F-22 et six fois celui du Super Hornet, c'est pourtant lui qui est censé informer le pilote en vol et les personnels au sol sur l'état de l'appareil en prenant en charge les opérations, l’analyse prédictive et la chaîne d’approvisionnement en pièces détachées via des applications web sur un réseau distribué.
Ces derniers sont pour le moment[Quand ?] obligés de travailler « à l'ancienne », avec manuels au format papier, bancs de tests externes contrôlés manuellement et des saisies de codes manuelles.
Début janvier 2020, on annonce l'abandon de ce programme qui accumule les erreurs et son remplacement en 2022 par un nouveau logiciel, ODIN (Operational Data Integrated Network), qui prendra en compte les observations et surtout les exigences des pilotes et des techniciens.
Parmi les autres problèmes rencontrés au niveau logiciel, on peut citer des inexactitudes au niveau des systèmes de navigation, qui retardent la phase de tests des armes de précision (bombes laser par exemple). Plus grave, de nombreux échecs dans la fusion des données produites par les divers capteurs de l'avion provoquent « de fausses alarmes et des erreurs de cible » : le F-35 peine à « trouver des cibles, à détecter et à parer les défenses ennemies et à éviter les tirs fratricides », ce qui est problématique pour un avion de combat. Autre problème, le matériel informatique a tellement augmenté en masse et volume qu'il n'entre plus dans l'avion. Cela va donc imposer une totale refonte du système, et donc une nouvelle séance de tests quand il sera enfin terminé.[réf. nécessaire]

### Graves problèmes liés au feu et à la sécurité des vols

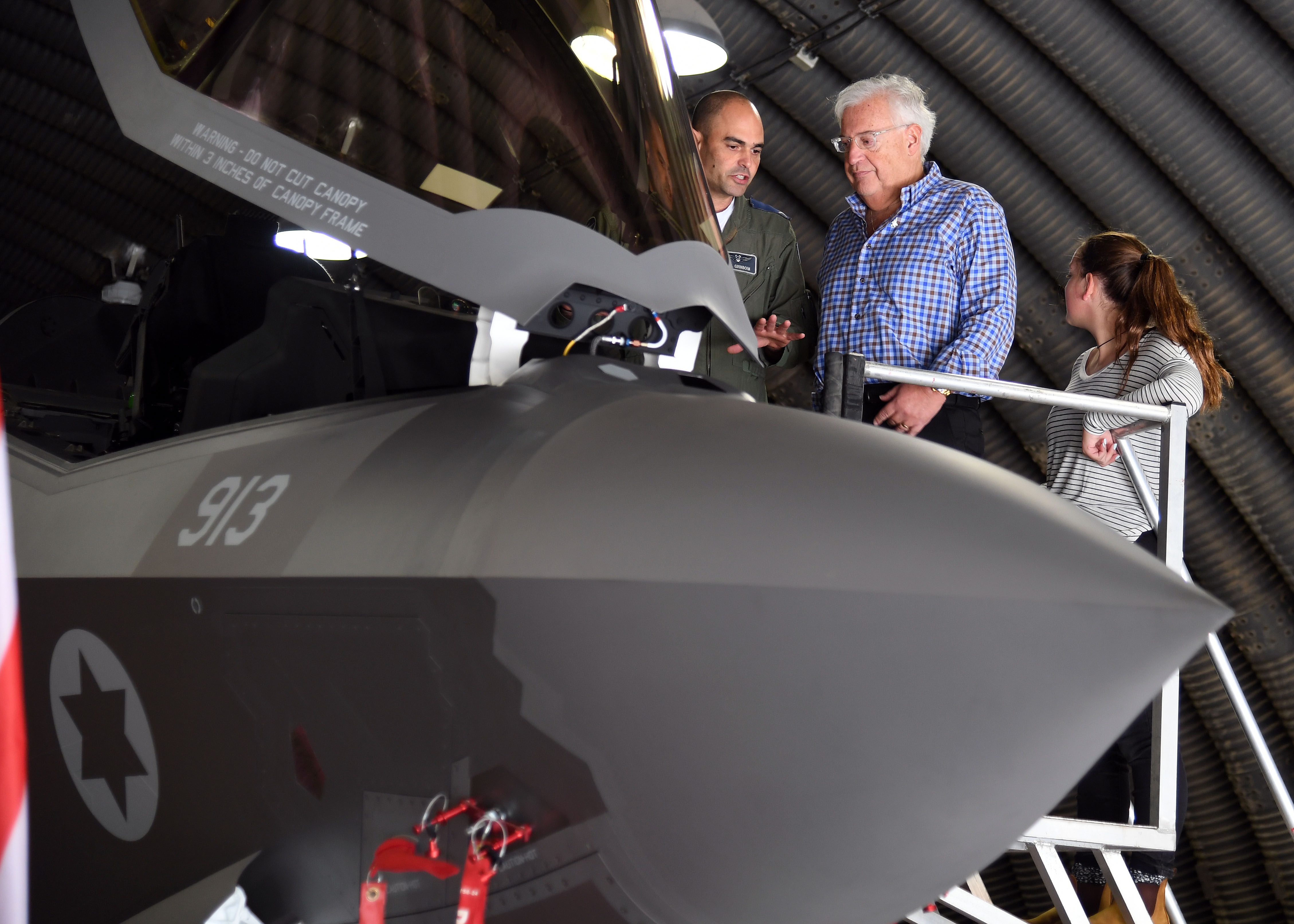
David Friedman avec le F-35I Adir.

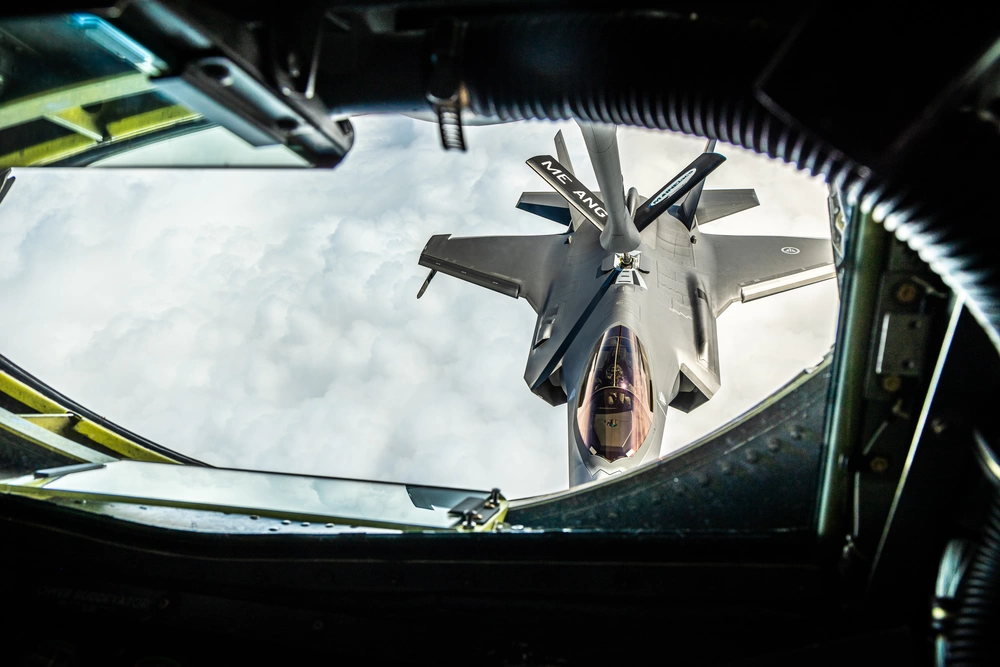
Un F-35A norvégien se ravitaille depuis un lors de A.C.E.23.

Des tests en conditions réelles ont confirmé que le système de réservoirs de carburant qui occupent les ailes et entourent le moteur de l'avion sont très enclins à prendre feu et à exploser pendant une mission de combat. Le rapport du DOT&E explique que les tests « ont démontré la cascade de vulnérabilités attendues relatives à l'ingestion de carburant, les feux de carburant ou de fluides hydrauliques et les pannes hydrauliques ». En résumé, si le F-35 est touché dans l'un de ses multiples réservoirs par un missile ou des projectiles (éclats de missile ou artillerie antiaérienne), il est presque certain que cela se terminera par une catastrophe. Les concepteurs du F-35 ont tenté de réduire ces risques en tentant de diminuer la proportion d'oxygène latent dans les espaces vides de ses réservoirs (qui emmagasinent les vapeurs de carburant), mais le système embarqué de production de gaz inerte OBIGGS (On-Board Inert Gas Generation System) ne parvient pas à éliminer assez d'oxygène pendant les plongeons en piqué. Il est probable qu'il faille repenser tout ce système, bien qu'il ait déjà été modifié une première fois après fabrication.
En outre, si le pilote doit opérer une vidange de ses réservoirs, cas fréquent lors d'un atterrissage d'urgence, il s'expose à de gros risques d'incendie, car le carburant ne s'évacue pas correctement de l'avion. En fait, il a tendance à s'accumuler dans l'espace entre les volets/ailerons (flaperons) et la structure de l'avion, et remonte doucement vers la tuyère de l'Integrated Power Package (APU) de l'avion, ce qui peut entraîner un incendie violent. Le système électrique en 270 volts, une valeur élevée jamais vue auparavant, aggrave les choses, car une tension élevée augmente les risques d'arcs électriques consécutifs à une maintenance mal effectuée ou à un dommage subi en combat.
Au sol, les systèmes électrique et de carburant de l'avion sont également mal protégés de la foudre en raison des difficultés de l'OBIGGS à maintenir un niveau correct de gaz inertes dans les réservoirs. Ce système était pourtant conçu pour assurer une sécurité douze heures après le vol de l'avion, en retirant l'oxygène présent dans les vapeurs de carburant présentes à l'intérieur des réservoirs. En 2014, Le DOT&E a découvert que la capacité d'« inertage » du système ne protégeait pas l'avion contre les dommages causés à la structure par les courants induits produits par un impact de foudre,. Les tests de résistance à la foudre continuent, mais en attendant l'appareil est interdit de vol à moins de 25 miles des zones d'orage, ce qui pose un problème sur la base d'Eglin AFB, qui est fréquemment touchée par la foudre. Dans son rapport sur l'avion, le DOT&E mentionne en sus que « si la capacité 'd'inertage' nécessaire ne peut toujours pas être atteinte, le personnel de maintenance au sol va être obligé de purger les réservoirs de l'appareil manuellement avec de l'azote externe, ou trouver une solution alternative en cas d'orage ». Les révisions successives du système OBBIGS pour résoudre le problème n'ont rien donné à ce jour (2016).
D'autres tests en conditions réelles du système de propulsion ont révélé que des feux soutenus s'étaient déclarés dans l'échappement de la partie mobile de la tuyère du moteur, en raison de fuites du système hydraulique. Les clapets des jets de gaz de contrôle en roulis de l'avion avaient aussi été touchés, en raison des dommages subis par les réservoirs de carburant adjacents. Ces incendies auraient également pu mener à une catastrophe.
Toutes ces vulnérabilités aux incendies à la suite d'un combat ou d'une météo défavorable sont sans précédent dans l'histoire de l'aviation militaire. Ce problème est si préoccupant que de nouveaux tests sont prévus contre des avions comparables, afin de rendre l'avion enfin opérationnel avant 2019.

### Affaissement des ailes
En 2014, le DOT&E a signalé que chaque version du F-35 souffrait d'un affaissement non contrôlé des ailes lorsqu'il manœuvrait serré aux vitesses subsoniques élevées et transsoniques. Ce problème est d'autant plus grave que ce mouvement non contrôlé peut mener à un crash ou à une incapacité à surpasser en manœuvres un avion ennemi ou l'un de ses missiles. Le rapport de 2015 indique que les trois versions de l'avion nécessitaient des modifications des règles de fonctionnement des gouvernes, afin de contrôler les effets subis lors du vol en régime transsonique. Toutefois, il est très probable que ces modifications vont diminuer la manœuvrabilité de l'appareil, qui est déjà connu pour ces problèmes dans ce domaine. La version la plus touchée par ce défaut majeur est la version navale F-35C, et de futurs tests sont programmés pour tester l'intégration de spoilers sur la voilure de l'avion afin de résoudre le problème. Cela ajoute cependant un problème, car des spoilers supplémentaires, comme ceux qui avaient été installés sur le F-18 pour un problème similaire, vont certainement dégrader la furtivité de l'appareil et augmenter sa traînée et sa masse, tout en détériorant encore un peu sa manœuvrabilité, son accélération et sa distance franchissable. En outre, les tests nécessaires à la validation des modifications opérées aux ailes ne sont actuellement pas possibles, car la vitesse et la tolérance aux 'G' de l'avion est limitée par les problèmes persistants de casse de compresseurs du moteur (détaillé plus bas).
Les secousses en roulis, aussi décrites par le terme anglais buffeting, sont un réel problème pendant les manœuvres effectuées sous forts angles d'attaque (combat rapproché, évitement de missiles, etc.), car elles causent l'apparition de criques de fatigue structurelle dans l'avion et entraînent une perte de précision des armements (en particulier le canon), une perte de précision en manœuvres serrées et une diminution des chances pour le pilote d'échapper à un missile ennemi. Ce problème de buffeting est connu des concepteurs depuis 2009. Il est également pris au sérieux car il perturbe de manière très significative le fonctionnement du viseur de casque intégré du pilote, affectant l'affichage de ses symboles et pouvant mener le pilote à de mauvaises décisions en cas de tentative d'évitement de missile. Ces vibrations sont aussi très agressives envers les gyroscopes et accéléromètres des centrales inertielles de l'avion, qui sont les composants essentiels dans la chaîne de contrôle des gouvernes, la navigation et l'utilisation des armements de bord. Selon le rapport du DOT&E, lors des buffetings les plus violents, vers les angles d'attaque entre 20 et 26°, de telles défaillances se sont produites dans les chaînes de contrôle des gouvernes (deux systèmes se sont désactivés sur les trois présents), de sorte que le vol a dû être annulé et rapatrié à la base en urgence.
D'après le rapport du DOT&E, il paraît impensable qu'un appareil avec de tels problèmes de manœuvrabilité et d'utilisation d'armement puisse un jour être autorisé à entrer en service. Si les officiels du Pentagone et ceux du Congrès étaient actifs, ces problèmes auraient dû les amener à arrêter les frais.

### Problèmes de moteur

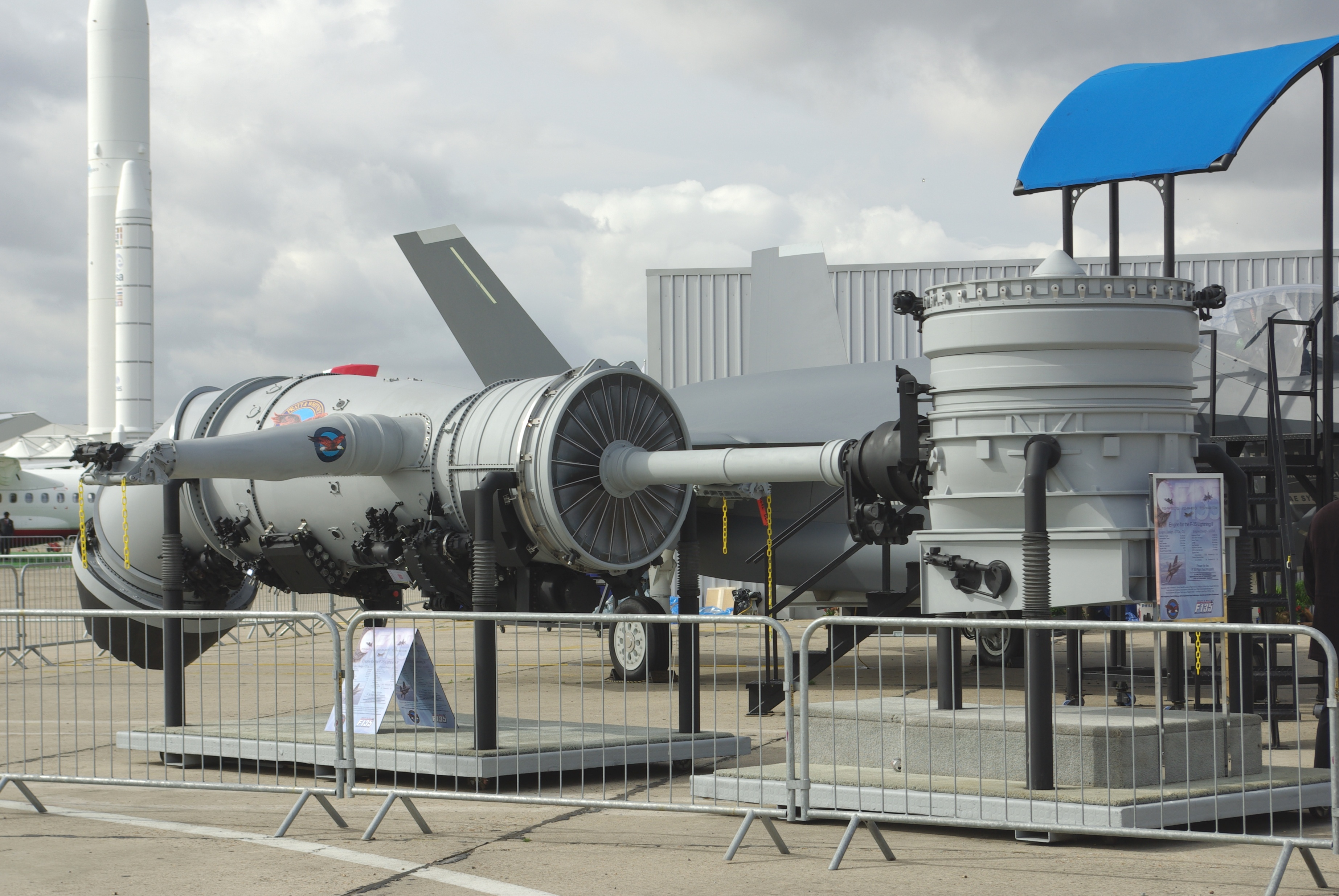
Le turboréacteur Pratt & Whitney F135, commun à toutes les versions du F-35. Tel qu'il est présenté ici, il doit motoriser le F-35B, et est donc équipé de sa soufflante horizontale Rolls-Royce LiftSystem, des jets de gaz auxiliaires de manœuvre et de sa tuyère arrière vectorielle (visible au salon de Paris 2007).

La panne moteur survenue le 23 juin 2014 sur un F-35A, qui a mis le feu et détruit le fuselage arrière et la queue de l'appareil, a été causée par une souplesse excessive du moteur, qui a engendré un fort frottement des pales de compresseur du moteur contre ses parois internes, puis finalement leur casse et leur éjection à travers la structure de l'avion. En conséquence, tous les F-35 ont été limités en vitesse maximale (inférieure à Mach 0,9 pour les appareils de production et Mach 1,6 pour les appareils de test), en facteur de charge (respectivement 3 et 3,2 g) et en manœuvres (manche à balai limité à la moitié de son débattement en roulis et angles d'attaque restreints à 18°). Toutes ces limitations ont rendu impossibles les tests complets des armements, des limites de manœuvrabilité, des problèmes de buffeting et de résistance de la voilure à l'affaissement pour les diverses versions de l'avion. Elles ont aussi empêché le test du système anticollision de l'avion, qui est censé avertir le pilote au moment de tirer sur le manche pour éviter un crash. Ce système est pourtant l'un des points clés requis pour la capacité opérationnelle initiale des F-35 de l'US Navy.
Les limitations ont entraîné une baisse de 17 % de la productivité des missions de test de l'avion. Elles sont pourtant probablement là pour longtemps, car aucune solution à long terme concernant la flexibilité du moteur n'a encore été trouvée. Dans un rapport publié le 14 avril 2015 par le Government Accountability Office (GAO), l’équivalent américain de la Cour des comptes, la fiabilité du moteur F-135 est clairement mise en cause,. Selon ce même rapport, les données du programme montrent que la fiabilité du moteur est très faible, soit 50 % de ce qu’elle devrait être. Ainsi, les pannes à répétition du moteur ont entravé de manière critique les essais menés par les différentes versions du F-35, la version B (ADAV) n'ayant par exemple volé que 47 heures en moyenne, au lieu des 90 normalement prévues. La situation est encore plus mauvaise pour les F-35A (version classique) et F-35C (version navale), avec seulement 25 heures de vol au lieu de 120.
À ces ennuis, d'autres se sont encore ajoutés lorsqu'une fissure a été détectée dans la veine d'arrivée d'air de la soufflante au cours d'un ravitaillement moteur tournant, le personnel au sol découvrant une fuite de carburant en provenance du conduit. Tous les appareils de production ont été restreints à 3 g et interdits de ravitaillement en vol. Cette restriction a été levée sur les appareils de tests, dont le conduit a été changé, mais demeure en place pour les autres appareils de production déjà livrés. D'autres problèmes ont été relevés, comme une corrosion excessive des engrenages du couple conique relayant la puissance du moteur vers la soufflante, ou une mauvaise qualité de fabrication des canalisations hydrauliques du système. Ces problèmes ont été réglés par Rolls-Royce, mais ils ont ajouté 160 jours de retard au reste du programme.

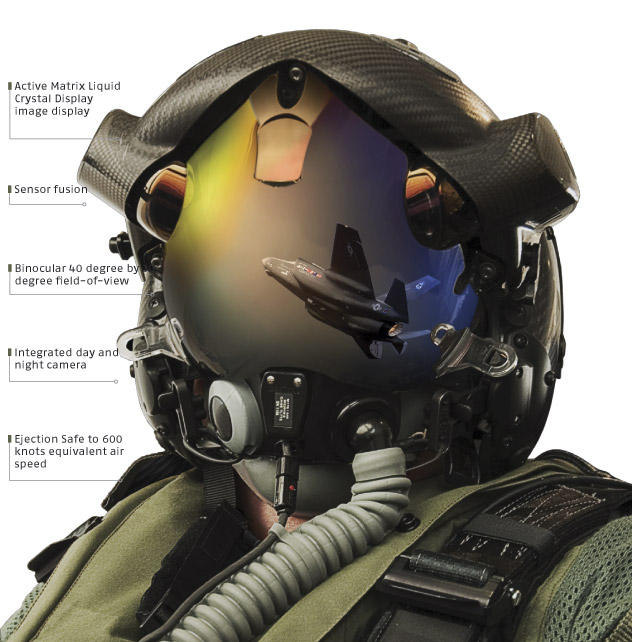
Le casque du pilote de F-35, avec ses systèmes HMDS (Helmet-mounted display system).

### Défaillances dangereuses du casque du pilote
Le casque du pilote du F-35 est initialement une petite merveille de technologie. Doté d'un système de projection intégré à sa visière, il permet au pilote de connaître la situation de tous les équipements vitaux de l'avion, gérer les menaces, surveiller sa navigation, et surtout, obtenir une vision vidéo périphérique en spectres visible ou infrarouge à presque 360° de presque tout ce qui entoure l'avion. Du moins sur le papier, car même après une refonte complète de sa conception et une mise à jour de son logiciel, ce système, qui fait appel au Digital Aperture System (un système doté de six caméras et d'un processeur de traitement complexe), continue d'afficher un taux de fausses alarmes et fausses cibles important, fait preuve de latence et manque de stabilité en fonctionnement. Les tests du casque ont été suspendus jusqu'à ce que soient disponibles un logiciel et une mise à jour du système qui règlent ces problèmes.
Ces défauts signifient que le pilote ne peut pas compter sur son casque pour connaître correctement sa situation en cours de combat. Cela pose un réel problème, car le F-35, à l'inverse des autres avions actuels, ne possède plus de système de vision tête-haute (VTH), comme le Rafale ou le F-22. Le problème concerne les menaces venant du secteur arrière de l'avion, en particulier parce que le fuselage très large du F-35 et sa verrière font que le pilote ne voit rien de ce qui se passe dans son dos. À cause des défaillances du casque, les pilotes ont rapporté à de nombreuses reprises qu'il leur avait été quasiment impossible de voir ce qui se passait derrière eux sous fort facteur de charge, et que cette incapacité « leur vaudrait de se faire descendre au canon à chaque fois » (en référence au combat rapproché).

### Restrictions des capacités opérationnelles initiales de l'avion encore aggravées pour l'USMC
La planification des tests a été modifiée par le programme JSF, afin de tester et valider les fonctionnalités du système d'avionique de la version block 2B, afin que l'USMC puisse atteindre la capacité opérationnelle initiale (IOC, Initial Operational Capability) pour la fin 2015, comme elle l'avait déjà souhaitée en 2011. Ces modifications de planning ont même supprimé certaines phases de test du F-35A de l'US Air Force. Le DOT&E a déterminé que l'avionique du block 2B avait environ 1 151 rapports de défaillances, parmi lesquelles 151 étaient déclarées comme « critiques » au point de ne pas pouvoir les contourner et accepter l'IOC du block 2B, 572 étaient conséquentes au block 2B et affectaient ses capacités, et 579 étaient à prendre en considération pour le futur block 3. Toutes ces défaillances ont rendu l'objectif de l'IOC pour 2015 totalement irréaliste.
Le standard 2B avait été annoncé comme étant le premier devant avoir une capacité de combat limitée. Cependant, d'après le DOT&E en mars 2015, si l'IOC devait un jour être déclarée, elle risquait cependant de ne pas comporter les caractéristiques normalement requises du standard 2B, qui imposaient que l'appareil fasse preuve d'une bonne disposition au combat et de performances correctes. Il devait également être débarrassé de la majeure partie de ses défauts qui pourraient entraver sa bonne utilisation opérationnelle. Ces caractéristiques ont désormais été reportées aux futurs block 3i et block 3F, qui intégreront un tout nouvel ordinateur mais ne disposeront pourtant pas encore de la « Full Operational Capability » (FOC). Cette pleine capacité opérationnelle ne sera atteinte qu'à partir de la version block 4, normalement prévue pour 2022, si d'autres contretemps ne viennent pas s'ajouter à ceux déjà accumulés,.
Finalement, le 31 juillet 2015 le général Joseph Dunford, commandant de l'US Marine Corps, annonce l'IOC de la version F-35B block 2B, dont l'escadron VMFA-121 dispose de dix exemplaires sur une base en Arizona. Il annonce à l'occasion qu'avant de déclarer l'IOC du F-35B, des opérations en vol ont été menées pendant sept semaines en mer, avec la participation à plusieurs grands exercices une évaluation opérationnelle avec plusieurs sortes de munitions. Et de conclure ainsi : « La possibilité, pour le F-35B, de mener des opérations à partir de pistes d’atterrissage sommaires ou de navires d’assaut amphibie en mer fournit à notre nation son premier chasseur de 5e génération, qui transformera notre façon de combattre et de gagner ». Entre-temps, Michael Gilmore, le directeur des essais opérationnels du Pentagone, venait de remettre un rapport dans lequel était pointé le manque de fiabilité du F-35B lors de tests effectués pendant 12 jours depuis l'USS Wasp. Il y déclarait également que « le manque de fiabilité [s'était] révélé si contraignant qu'il [avait] été très difficile pour les Marines de garder plus de 2 ou 3 avions en état de vol sur un jour donné ». En outre, Gilmore aurait précisé dans une note que l'IOC du F-35B de l'US Marine Corps aurait été prononcée un peu trop vite car il y est mentionné que l'avion ne portait « pas de missiles ou de bombes » au cours des évaluations menées pour valider cette IOC, et qu'il avait « atterri sur une plateforme débarrassée de tous les autres avions ». Sa conclusion est, enfin, que cette série d'évaluations « n'a pas - et ne peut pas - démontrer que l'avion est efficace d'un point de vue opérationnel, ou que son utilisation est adaptée dans n'importe quel type d'opération de combat limité, ou qu'il est prêt pour des déploiements opérationnels en situation réelle ».
Le 22 janvier 2016, le premier missile AIM-9X est tiré par un F-35A de l'US Air Force. Ce test fait partie de la mise au point de la série block-3F de l'avion, qui est prévue pour 2017.

### Report de la capacité opérationnelle initiale (IOC,Initial Operational Capability) pour les F-35 à fin 2016
L'acquisition de la capacité opérationnelle initiale (IOC, Initial Operational Capability) des F-35A de l'US Air Force est reportée de plusieurs mois et ne sera pas réalisée avant décembre 2016, et probablement avec les mêmes réserves que pour le F-35B des Marines.

### Siège éjectable dangereux
Le siège éjectable US16E du F-35, construit par la société britannique Martin-Baker, serait susceptible de blesser gravement un pilote trop léger. Lors de tests d'éjection effectués à basse vitesse, les mannequins utilisés, qui portaient le casque « Gen III F-35 Helmet Mounted Display System » (HMDS) ont eu le cou brisé au moment de l'éjection, ce qui a mené les concepteurs de l'avion à restreindre les vols aux pilotes pesant au moins 136 livres (environ 61,5 kg). Ce problème peut en toute logique affecter sérieusement les femmes pilotes.
Le problème ne viendrait pas de l'avion ou du casque qui équipe ses pilotes mais du siège éjectable fourni par Martin-Baker. Lors d’une éjection, il a tendance à amorcer un mouvement de rotation vers l'avant. Ce qui, combiné à l'effet centrifuge (environ 12 à 14 G), casse le cou des mannequins s'ils sont trop légers.

### Pneumatiques fragiles
Un autre problème ayant fait apparition sur le F-35 est l'usure prématurée des pneumatiques équipant son train d'atterrissage. Joe Dellavedova, porte-parole du bureau de programme F-35 au sein du département de la Défense, a déclaré que les pneus s'usaient à une vitesse inacceptable lorsque l'avion était utilisé comme un avion conventionnel (décollages et atterrissages classiques). L'usure de ces éléments, qui coûtent 1 500 $ pièce, est cependant considérée comme étant correcte quand l'avion est utilisé en mode STOVL.
Lors d'une interview donnée le 17 septembre 2013 à l'exposition Air & Space Conference and Technology Exposition de National Harbor (Maryland), le lieutenant-général de l'Air Force Christopher Bogdan, qui supervise le programme JSF du département de la Défense, avait annoncé que certaines parties de l'avion cassaient beaucoup trop souvent. Lorsqu'un reporter lui avait demandé des exemples, Bogdan lui cita le cas des pneumatiques de l'avion : « Aujourd'hui, on change ces pneus beaucoup, beaucoup, beaucoup trop souvent ! ». D'après Vellavedova, le problème semble surtout affecter le F-35B de l'USMC, qui à l'inverse des F-35A et C des autres armées, décolle aussi bien de pistes conventionnelles que de pistes courtes, ce qui semble imposer une contrainte trop élevée aux pneus de l'avion. Les pneus, fabriqués par la société britannique Dunlop Aircraft Tyres Ltd., ont normalement un taux d'usure qui oblige leur remplacement tous les 10 à 11 cycles (1 cycle = 1 décollage + 1 atterrissage), mais ces chiffres se sont dégradés dès que les tests de décollages/atterrissages courts ont été mixés avec des tests de décollages/atterrissages classiques.
Lockheed et Dunlop Aircraft Tyres ont prévu de revoir la conception de leurs pneumatiques pour en livrer de plus résistants aux militaires à la fin de l'année 2013, mais une tension assez palpable s'est installée entre le département de la Défense, qui gère le projet, et la société Dunlop, accusée d'avoir fourni des pneus de mauvaise qualité,. Le général Bogdan a fait savoir qu'il ne dépenserait pas un sou pour assumer la responsabilité de ces problèmes, tandis que Dunlop, par le biais de son représentant John Butters, a fait savoir qu'elle avait certes détecté de légères diminutions de résistance de ses pneumatiques, mais que sa compagnie était pourtant renommée dans ce domaine, étant le fournisseur exclusif de tous les pneumatiques ayant équipé les différentes versions du Harrier depuis ses débuts,. Il explique également que la fabrication des pneus du F-35B de l'USMC représente un défi, car leur cahier des charges spécifie qu'ils ne doivent en aucun cas abîmer la surface des pistes utilisées pour l'atterrissage de l'avion.

### Surchauffe à l'intérieur des soutes à armement
Le rapport du DOT&E pointe également du doigt un problème d'échauffement des deux soutes à munitions, qui apparemment dépasserait des valeurs limites fixées dans plusieurs cas de figure. Ces problèmes affecteraient l'avion au sol, lorsque la température extérieure dépasserait 32 °C, température fréquente dans les zones tempérées comme le sud de l'Europe ou les territoires du sud des États-Unis. Il se présenterait également à grande vitesse et moyenne altitude, ce qui pour le F-35A de l'US Air Force correspond environ à 25 000 pieds et une vitesse comprise entre 500 et 600 nœuds. Pour le moment, le seul remède efficace semble être d'ouvrir temporairement les soutes pour les aérer, ce qui diminue fortement la manœuvrabilité et la furtivité.

### Faille dans le système d'approvisionnement en oxygène
En 2017, cinq pilotes d'essai de la base de Luke, l'une des principales bases d'entraînement sur F-35, souffrent de symptômes d'hypoxie après le pilotage de F-35, ce qui conduit à l'interruption des vols. La cause n'est pas découverte, mais les essais reprennent toutefois au bout de onze jours, avec des tentatives de résolution telles que l'augmentation des quantités d'oxygène de secours à bord.

### Problèmes de vulnérabilité à la foudre
Des problèmes de vulnérabilité aux orages ont été constatés sur certains exemplaires du F-35A, dont ceux achetés par les Pays-Bas. Ces problèmes de sécurité, qui ont empêché les F-35 néerlandais de prendre part à de récentes opérations de l'Otan, sont attribués au système qui permet de remplacer l'oxygène des réservoirs par un gaz inerte (le système OBIGGS), afin de rendre les vapeurs de kérosène ininflammables. Le problème proviendrait de l'écrasement des tubulures véhiculant le gaz, empêchant ainsi l'élimination des vapeurs de kérosène explosives qui rendent le réservoir inflammable en cas de foudre sur l'avion. En juin 2020, LM annonce que le problème rencontré était à présent réglé, et que l'avion ne craignait plus la foudre.

### Besoin de précision lors du ravitaillement
Un avion furtif en composite comme le F-35 a besoin d'une procédure plus précise lors du ravitaillement. En effet, à la différence des appareils en métal, le fuselage du F-35 ne résiste pas à la touche involontaire de l'équipement de l'avion ravitailleur. Il faut que la perche soit directement placée dans le réceptacle. Dans de mauvaises conditions météorologiques, la manœuvre devient donc plus délicate.

### Critiques de Pierre Sprey, l'un des ingénieurs ayant suivi la conception du F-16 et de l'A-10
L'un des critiques les plus vifs du F-35 est Pierre Sprey, un ingénieur aéronautique et analyste stratégique d'origine française, qui a notamment contribué au développement du F-16 et de l'A-10. Dans divers entretiens et vidéos devenus viraux sur internet,, Sprey considère que le F35 vole comme un citron. Il critique ainsi la faible surface des ailes qui limiterait la portance de l'avion.
Face à ces critiques, d'autres remarquent que la faible surface des ailes est compensée par l'architecture du corps du chasseur qui augmente la portance, comme le X-24A de Martin-Marietta (qui fait maintenant partie du groupe Lockheed Martin). Le X-24A qui effectua son premier vol en 1969, n'était fondamentalement qu'un fuselage équipé d'un moteur. La forme du corps, plutôt que les ailes (qu'il n'avait pas), lui donnait la portance nécessaire pour voler, ce qui rend la petite surface des ailes du F-35 moins critique. Les soutiens du F35 voient également dans ces attaques une incompréhension des innovations techniques non conventionnelles de l'avion.

### Government Accountability Office
Les problèmes détectés sur le F 35 ne sont pas l'objet de fuites mais d'une communication assumée par le Pentagone. C'est le gouvernement américain lui-même qui publie régulièrement via le Government Accountability Office (GAO) qui est l'organisme d'audit, d'évaluation et d'investigation du Congrès des États-Unis chargé du contrôle des comptes publics du budget fédéral des États-Unis, des mises à jour des nouveaux problèmes rencontrés lors du développement de l'avion. Il fait partie de la branche législative du gouvernement fédéral des États-Unis et est dirigé par le Contrôleur général des États-Unis (Comptroller General of the United States), un poste professionnel et non partisan dans le gouvernement américain. Il est l'équivalent de la Cour des comptes dans certains autres pays, comme la France. La divulgation de la totalité des problèmes découverts sur le F-35 provient de cet organisme qui a pour tâche de communiquer sur le développement de l'avion via des rapports qui ne sont pas classifiés mais publics.
Il faut également préciser que le programme Joint strike fighter propose non pas un avion mais 3 avions très différents, dont chacun a son lot de problèmes, bien que certains problèmes se retrouvent sur les 3 configurations. En effet, les versions A, B, C visent à répondre à des besoins spécifiques inter-armées fort complexes et éloignés les uns des autres. Le F-35 A est un avion de petite envergure pour une exploitation terrestre, le F-35 B est un avion à décollage et atterrissage vertical comme le McDonnell Douglas AV-8B Harrier II, tandis que le F-35C est un avion de plus grande envergure devant répondre aux besoins de la marine US. Le programme F-35 concurrence fortement l'industrie européenne par son caractère de rupture technologique. L'industrie aéronautique européenne développe de son côté deux nouveaux programmes : le New Generation Fighter (France, Allemagne, Espagne) qui est prévu pour 2038 et le Tempest (Royaume-Uni, Italie, Suède) qui est prévu pour 2035.

## Évaluation opérationnelle positive du F-35 «Adir»
Le F-35 « Adir » est la version israélienne du F-35, constamment améliorée avec des technologies locales.
L'armée de l'air Israélienne fait état de plus de 20 000 heures de vol avec le F-35 « Adir» et a manifesté sa grande satisfaction des performances de cet avion,.

## Usage en mission de combat
L'annonce que le F-35 avait été employé en mission réelle a été faite le 22 mai 2018 par le chef de l'armée de l'air israélienne, le général de division Amikam Norkin.
L'US Navy a annoncé le 27 septembre 2018 que le F-35B avait été employé pour la première fois au combat, dans une mission de guerre au-dessus de l'Afghanistan. Selon l'US Navy, cette frappe a été un succès. L'appareil, appartenant au Marine Fighter Attack Squadron 211, a décollé du porte-aéronefs d'assaut USS Essex de l'US Navy. La marine américaine a diffusé un film en rapport avec cette frappe, où l'on voit notamment charger une bombe JDAM (Joint Direct Attack Munition) dans la soute d'un F-35B.
La première mission de guerre effective d'un F-35C (appartement au VFMA-314 à bord du porte-avions USS Abraham Lincoln) a été réalisée dans la nuit du 10 au 11 novembre 2024 au cours d'une opération de bombardement de dépôts d'armement appartenant aux rebelles houtis.
Le 13 juin 2025, Israël lance une operation de bombardement sur l'Iran. L’Iran a déclaréen  avoir abattu en deux[réf. à confirmer]. Cette affirmation a été catégoriquement démentie par Israël et est qualifiée de désinformation par de nombreux journaux.

## Capacités exceptionnelles
Les capacités du F-35 font de plus en plus l'objet de fuites mettant en avant les supposées capacités exceptionnelles de l'avion. Lockheed Martin et les pays l'ayant acquis étant avares en informations caractéristiques sur l'avion, Israël communique souvent sur la version israélienne. Dans une revue populaire parue en décembre 2019, le pays affirme que le F-35 serait capable d'identifier et de détruire des missiles de croisière et qu'il serait capable d'échapper aux missiles des batteries S-300 et S-400 russes. D'après le journal Aljarida, le chef de l’armée de l’air iranienne, le commander brigadier général Farzad Ismaili a été démis de ses fonctions pour la violation répétée et non détectée de l’espace aérien par les F-35 israéliens. L'information a cependant été officiellement démentie 12 jours après son apparition dans la presse internationale.
Après les Émirats arabes unis, le Qatar, le Maroc et la Grèce marquent un intérêt pour l'acquisition de l'avion. Le Japon dépose en 2020 une commande record de 105 nouveaux avions. La Belgique et Israël ont également annoncé leur volonté de renforcer leur flotte de F-35.
Le F-35 peut être utilisé comme piquet radar pour le système antiaérien Patriot ; il est également désigné comme « capteur surélevé ».

## Accidents
- Le 28 septembre 2018, un F-35B s’est écrasé en Caroline du Sud au cours d’un entraînement, le pilote ayant réussi à s’éjecter, aucun blessé n’a été déclaré. L’appareil, complètement détruit, appartenant à  l’aviation du corps des Marines des États-Unis, s’est écrasé à environ 6 km de sa base située près de la ville de Beaufort. Il s’agit du premier crash d’un F-35. Une enquête a été ouverte[242].
- Le 9 avril 2019 à 19 h 30 (10 h 30 GMT), l'un des 13 F-35A du 302e escadron de la Force aérienne d'autodéfense japonaise (JASDF) s'est écrasé dans les eaux du Pacifique au large de Misawa (Nord-Est du Japon) lors d'une mission d'entraînement impliquant quatre appareils. Des restes de l'épave, dont la queue de l'appareil, sont retrouvés le lendemain, mais le pilote est porté disparu[243].
- Le 20 mai 2020, un F-35 de l'US Air Force s'écrase lors de son atterrissage sur la Eglin Air Force Base en Floride lors d'un entrainement de nuit. Le pilote s'est éjecté et est indemne[244].
- Le 29 septembre 2020, collision entre un chasseur F-35B du 3rd Marine Aircraft Wing et un KC-130J du Marine Aerial Refueler Transport Squadron 352 lors d'un ravitaillement de carburant au nord-est de San Diego en Californie. Le pilote du F-35 s'est éjecté, et le KC-130 a fait un atterrissage en catastrophe, l'ensemble du personnel est sain et sauf.
- Le 17 novembre 2021, un F-35B du 617th Squadron de la Royal Air Force, embarqué sur le porte-aéronefs HMS Queen Elizabeth (R08), s'écrase en mer Méditerranée orientale[245]. Le pilote s'est éjecté et est indemne[246]. L'épave de l'avion est récupérée le 9 décembre par des navires de l'OTAN[247].
- Le 4 janvier 2022, un F35A de l'Armée de l'Air sud coréenne a effectué un atterrissage d'urgence à 13 h locale. Une défaillance majeure du système informatique aurait empêché la sortie du train d'atterrissage. Le pilote est sain et sauf. La réparation de l'appareil fortement endommagé est estimée peu probable[248].
- Le 24 janvier 2022, un F-35C de l'escadron Strike Fighter Squadron 147 de l'US Navy s'est écrasé en mer de Chine méridionale sur le pont du porte-avions USS Carl Vinson (CVN-70). Le pilote s'est éjecté. Sept personnes, dont le pilote, ont été blessées dans l'accident[249]. L'épave de l'avion, qui reposait à une profondeur de près de 3 800 mètres, est récupérée par l'US Navy le 2 mars[250].
- Le 19 octobre 2022, un F-35A du 388th Fighter Wing de l'US Air Force s'est écrasé lors d'un vol d'entrainement au nord de la base aérienne de Hill, dans l'Utah[251], le pilote s'est éjecté[252].
- Le 1er décembre 2022, un F-35B de l'escadron VMFA-121 du Corps des Marines est contraint d'effectuer un atterrissage d'urgence à Kadena Air Base au Japon à la suite d'un problème électronique. Le train d'atterrissage avant de l'avion s'est effondré lors de l'opération de remorquage[253].
- Le 15 décembre 2022, un F-35B du Corps des Marines s'écrase à la suite d'un atterrissage vertical manqué à la base aérienne de Fort Worth. Le pilote s'est éjecté[254].
- Le 17 septembre 2023, un F-35B du Marine Fighter Attack Training Squadron 501 s'est écrasé après l'éjection de son pilote. L'avion a poursuivi son vol sans celui-ci. Après avoir demandé l'aide des internautes pour localiser l'épave, les débris ont finis par être retrouvés dans le comté de Williamsburg, en Caroline du Sud.
- Le 28 mai 2024, un F-35 de l'US Marine Corps s'écrase à Albuquerque [Nouveau-Mexique]. S'il a pu s'éjecter avant l'impact, le pilote de l'appareil a dû être hospitalisé en raison de ses blessures[255].
- Le 28 janvier 2025, un F-35A s'est écrasé sur une piste de la base aérienne d'Eielson, en Alaska. Le pilote a réussi à s'éjecter et a survécu à l'accident.
- Le 30 juillet 2025, un F-35C s'est écrasé l’incident s’est produit à  Lemoore, en Californie.

## Culture populaire

### Cinéma
- Superman Returns (2006)
- Transformers (2007)
- Die Hard 4 : Retour en enfer (2007)
- Iron Man (film) (2008)
- Green Lantern (2011)
- Avengers (2012)
- Man of Steel (2013)
- La Stratégie Ender (2013)
- Top Gun Maverick (2022)

### Jeu vidéo
- Ace Combat 7: Skies Unknown (2019)
- Ace Combat Infinity (2014)
- Ace Combat X: Skies of Deception (2006)
- Ace Combat: Assault Horizon (2011)
- Ace Combat: The Belkan War
- Ace Combat: Joint Assault (2010)
- Ace Combat: Squadron Leader
- Act of War: Direct Action
- Act of War: High Treason
- ARMA II (2009)
- Battlefield 2 (2005)
- Battlefield 3: Back to Karkand (2011)
- Battlefield 4
- Call of Duty: Black Ops II (2012)
- Crysis (2007)
- Energy AirForce (2003)
- Joint Strike Fighter (1998)
- Tom Clancy's HAWX (2009)
- Tom Clancy's HAWX 2 (2010)
- Transformers : La Revanche (2009)
- Warhawk (2007)
- Empire Earth (2001) : le Chasseur Jackal est fortement inspiré du Lockheed Martin F-35 Lightning II.
- Alliance Air Wars(2019)Le F-35 C est l'avion de base pour la partie 2019 du jeu
- Grand Theft Auto Online(2013): le F-35 est parodié dans un DLC sous le nom de F-165
- Flight Simulator 2020, dans la boutique du jeu

### Développement lié
- Lockheed Martin X-35
- Lockheed Martin F-22 Raptor

### Aéronefs comparables
- Chengdu J-20
- Soukhoï Su-57 / Soukhoï/HAL FGFA
- Mikoyan LMFS
- HAL Medium Combat Aircraft
- TAI TF Kaan
- KAI KF-21 Boramae